# Tourtour
Tourtour est une commune française située dans le département du Var, en région française Provence-Alpes-Côte d'Azur.

## Géographie

### Localisation
Commune située à 21 km de Draguignan, 10 d'Aups, 11 de Salernes, et 17 de Lorgues.
Son implantation sur le haut d'une colline, au nom évocateur de Beau Soleil, lui vaut son appellation de « Village dans le ciel »,. Le village s’est construit sur le passage des eaux de source qui alimentent huit fontaines et un moulin à huile toujours en activité ; la source principale s’appelle le Saint-Rosaire. Du village, on voit le moyen Var jusqu'à la montagne Sainte-Victoire.

### Géologie et relief
La commune se compose de 93,10 hectares de territoires artificialisés (3,23 %), 539,83 hectares de territoires agricoles (18,75 %) et 2 245,78 hectares de forêts et milieux semi-naturels (78,01 %).
Espaces naturels :
- Deux espaces protégés Natura 2000 :

Sources et tufs du Haut Var,
Plaine de Vergelin-Fontigon - gorges de Châteaudouble - bois des Clappes.
- Deux zones naturelles d'intérêt écologique, faunistique et floristique (Znieff) :

La Bresque et ses affluents,
Plaine et plateau de Fontigon.
La superficie de la commune est de 2 869 hectares ; son altitude varie entre 360 et 903 mètres.

### Sismicité
Il existe trois zones de sismicité dans le Var :
- la zone 0 correspond à un risque négligeable. C'est le cas de bon nombre de 61 communes du littoral varois, ainsi que d'une partie des communes du centre Var. Malgré tout, ces communes ne sont pas à l'abri d'un effet tsunami, lié à un séisme en mer ;
- la zone Ia correspond à un risque très faible. Concerne essentiellement les communes comprises dans une bande allant de la montagne Sainte-Victoire au massif de l'Esterel ;
- la zone Ib correspond à un risque faible. Ce risque, le plus élevé du département mais qui n'est pas le plus haut de l'évaluation nationale, concerne vingt et une communes du nord du département.

Dans le Var, 82 communes sont classées en risque négligeable (zone 0), 50 en zone de sismicité très faible mais au risque non négligeable (Ia) et 21 en zone de sismicité faible (Ib).
Tourtour est classée en zone de sismicité modérée (niveau 3),.

### Hydrographie et les eaux souterraines

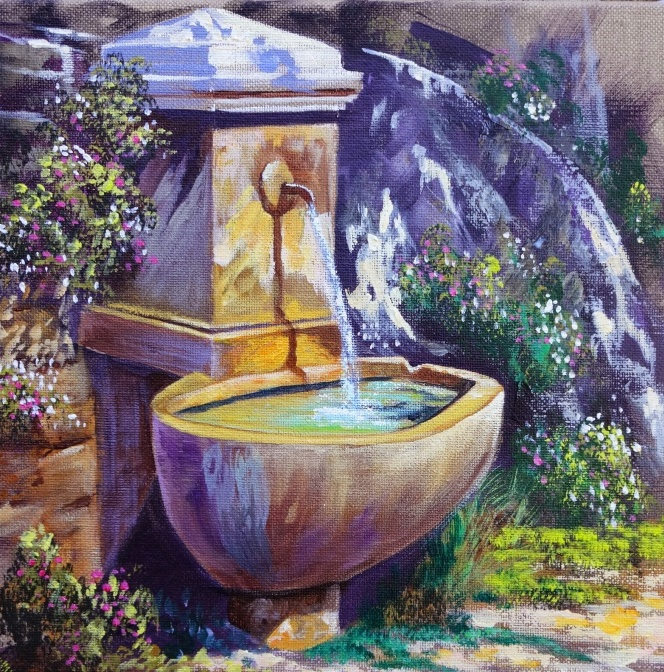
Fontaine à Tourtour Nathalie Armand.

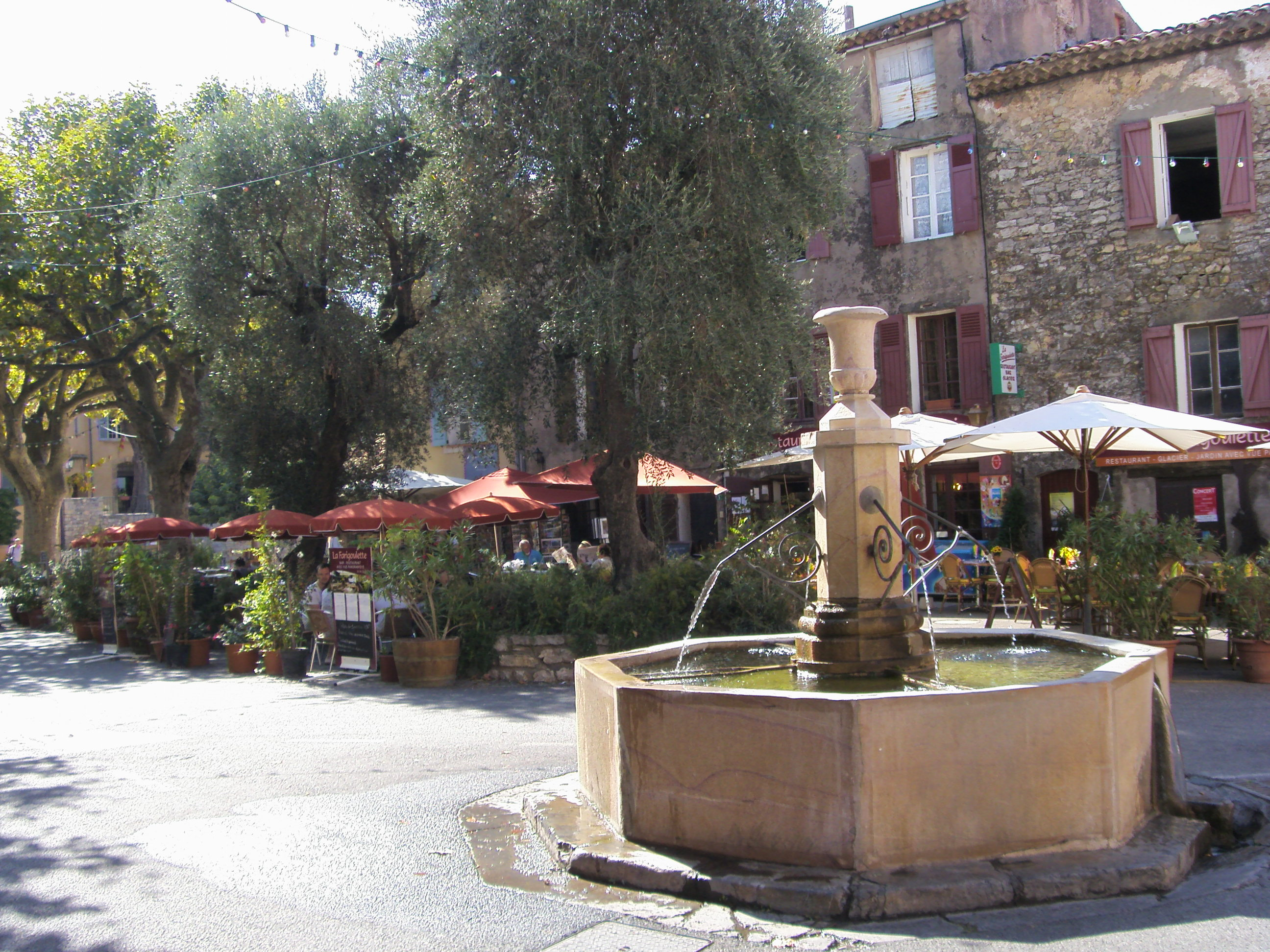
Fontaine de la place des Ormeaux.

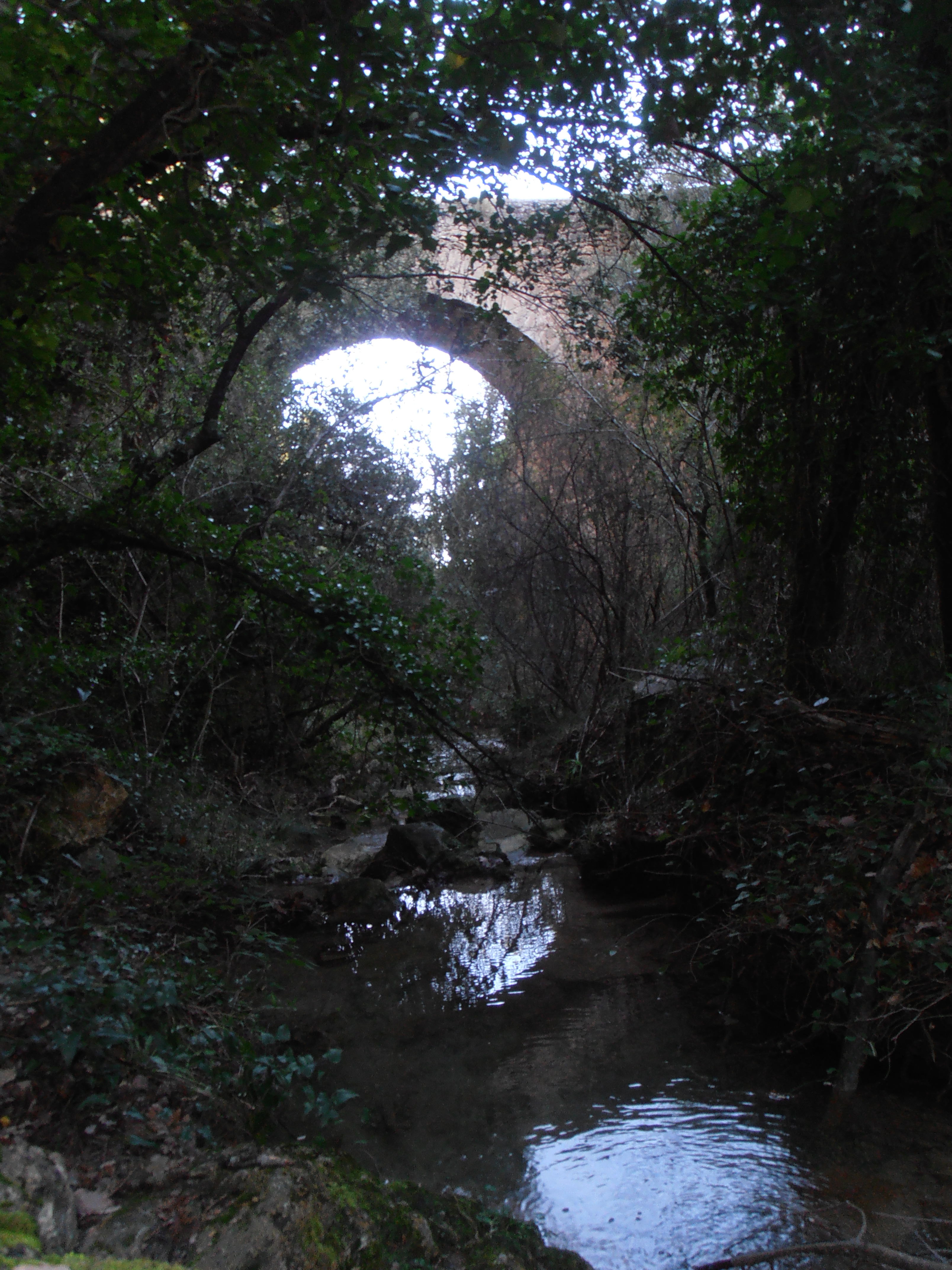
Pont roman et la rivière "Florièye" qui longe le site de l'ancienne abbaye cistercienne Sainte-Marie-de-Florièyes.

Tourtour est alimentée par la source de la chapelle du Saint-Rosaire située au nord/nord-est du village à environ 700 mètres d’altitude, et qui alimente le village en eau, maisons, moulins, fontaines. Son débit varie entre 2 000 et 8 000 m3 par jour. Elle est captée en sous-sol grâce à une voûte datant de 1779.
Le vieux lavoir du village, construit en 1778 est remarquable et son eau est toujours fraîche aussi bien l’été que l’hiver puisqu’il n’y a que 3° de différence entre ces saisons.
Les 8 fontaines qui coulent dans le cœur du village ont un attrait incontestable auprès des photographes ou des peintres :
- fontaine de la place des Ormeaux, en marbre de Candelon (Brignoles) marbre rose traversé  de veines violette, refaite en 1853 puis en 2006,
- fontaine de la Trinité,
- fontaine rue Grande de 1912,
- fontaine moussus, ou pétrifiante

Intra muros :
- fontaine de l'hôpital (1849 ou placette),
- fontaine de la Placette 1850 Paul S. Maire,
- fontaine du vieux château (1851),
- fontaine de la rue des caves.

À quelque deux kilomètres à l’est du village naît la Florieye au lieu-dit Fonfiguière. Elle prend sa source à Saint-Pierre de Tourtour, Saint-Pierre et Fonfiguière. Cette rivière passe sous un pont médiéval près des ruines de l’abbaye de Florièye sur la commune de Tourtour et conflue vers l’Argens 26 km plus loin sous le domaine de Saint-Martin de taradeau.
Deux kilomètres au nord-ouest de Tourtour jaillit la source des Moulières dans un cadre naturel près d’une bastide en ruine. Cette source qui ne tarit pas même en été rejoint Villecroze par la combe d’Aillaud.
Enfin, au sud-est de la commune de Tourtour on rencontre différents ruisselets comme ceux des vallons des Buerges, celui du vallon de la Rouvière qui se poursuit dans le ruisseau de Thuéry, ainsi que ceux du vallon de Bessoune et du vallon des Treilles qui donnent le vallon des Mandins.
Autres cours d'eau sur la commune ou à son aval :
- Vollons de l'Hôpital, de Font Lachade, de Lapié.

Le projet d'extension des carrières aux lieux-dits « La Baume » et « Le Ginestet » a soulevé à nouveau de nombreuses questions liées au réseau hydrographique (on parle de 50 sources karstiques. L'eau provient du Lachens (le toit du Var) ou des montagnes du Verdon selon les sources.

### Climat
Pour des articles plus généraux, voir Climat de Provence-Alpes-Côte d'Azur et Climat du Var.
En 2010, le climat de la commune est de type climat méditerranéen altéré, selon une étude du Centre national de la recherche scientifique s'appuyant sur une série de données couvrant la période 1971-2000. En 2020, Météo-France publie une typologie des climats de la France métropolitaine dans laquelle la commune est exposée à un climat méditerranéen et est dans une zone de transition entre les régions climatiques « Provence, Languedoc-Roussillon » et « Var, Alpes-Maritimes ». 
Pour la période 1971-2000, la température annuelle moyenne est de 12 °C, avec une amplitude thermique annuelle de 17,1 °C. Le cumul annuel moyen de précipitations est de 904 mm, avec 6,4 jours de précipitations en janvier et 2,8 jours en juillet. Pour la période 1991-2020, la température moyenne annuelle observée sur la station météorologique de Météo-France la plus proche, « Aups », sur la commune d'Aups à 8 km à vol d'oiseau, est de 13,5 °C et le cumul annuel moyen de précipitations est de 784,1 mm. 
La température maximale relevée sur cette station est de 40,1 °C, atteinte le 28 juin 2019 ; la température minimale est de −10,4 °C, atteinte le 30 décembre 2005,,. 
Les paramètres climatiques de la commune ont été estimés pour le milieu du siècle (2041-2070) selon différents scénarios d'émission de gaz à effet de serre à partir des nouvelles projections climatiques de référence DRIAS-2020. Ils sont consultables sur un site dédié publié par Météo-France en novembre 2022.

### Voies de communication et transports

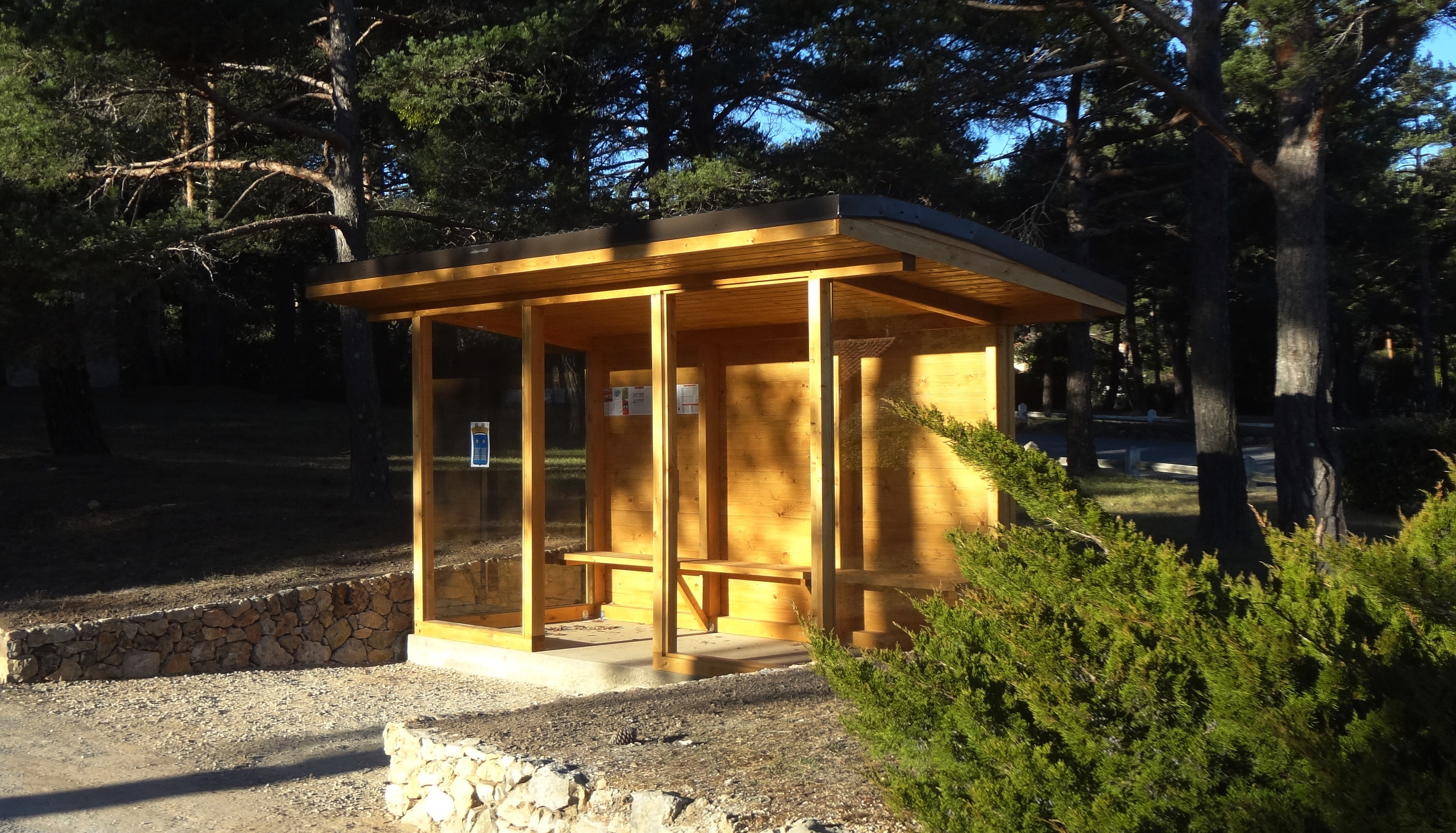
Abri bus à Saint-Pierre de Tourtour.

Tourtour se trouve au carrefour de deux routes départementales : la D 51 qui relie Salernes à Châteaudouble et la D 77 qui va d'Aups à la commune de Flayosc. Deux ronds-points se trouvent de part et d'autre du village. Le rond-point de Sainte-Anne est à l'est et le rond-point d'Aups se trouve à l'ouest.
Le centre du village à voie unique est réglementé par des feux tricolores. Il est fermé à la circulation automobile en été. Le contournement de Tourtour se fait par le nord en empruntant la route d'Ampus, le chemin du Saint-Rosaire et le chemin de la Barrière.
Deux arrêts de bus se trouvent sur la commune de Tourtour, l'un au niveau du rond-point de Sainte-Anne et l'autre au hameau du domaine Saint-Pierre de Tourtour.
- Les lignes interurbaines :
- Lignes de transports Zou ![33]. La Région Sud est la collectivité compétente en matière de transports non urbains, conformément à la loi NOTRe (Nouvelle Organisation Territoriale de la République)[34].

Deux lignes d’autobus ne fonctionnent qu’en période scolaire, la no 2121 relie Saint-Pierre de Tourtour et Tourtour à Aups et la no 1225 relie Tourtour à Lorgues.
Les habitants de Tourtour ont la possibilité d'utiliser le « service de Transport à la demande », du réseau régional  Zou ! (ex-Varlib).
La municipalité de Tourtour organise par ailleurs un service de navette à la demande pour Draguignan le mardi : départ à 9 h et retour à 12 h.
Le cloisonnement des collectivités territoriales (Dracénie Provence Verdon agglomération / Communauté de communes Lacs et Gorges du Verdon n'a pas encore permis d'étendre à Tourtour les possibilités d'utilisation du réseau TED bus.

## Urbanisme

### Typologie
Au 1er janvier 2024, Tourtour est catégorisée commune rurale à habitat dispersé, selon la nouvelle grille communale de densité à sept niveaux définie par l'Insee en 2022.
Elle est située hors unité urbaine et hors attraction des villes,.

### Occupation des sols
L'occupation des sols de la commune, telle qu'elle ressort de la base de données européenne d’occupation biophysique des sols Corine Land Cover (CLC), est marquée par l'importance des forêts et milieux semi-naturels (78 % en 2018), en diminution par rapport à 1990 (81,8 %). La répartition détaillée en 2018 est la suivante :
forêts (41,4 %), milieux à végétation arbustive et/ou herbacée (36,6 %), zones agricoles hétérogènes (18,4 %), zones urbanisées (1,9 %), espaces verts artificialisés, non agricoles (1,3 %), cultures permanentes (0,3 %). L'évolution de l’occupation des sols de la commune et de ses infrastructures peut être observée sur les différentes représentations cartographiques du territoire : la carte de Cassini (XVIIIe siècle), la carte d'état-major (1820-1866) et les cartes ou photos aériennes de l'IGN pour la période actuelle (1950 à aujourd'hui).

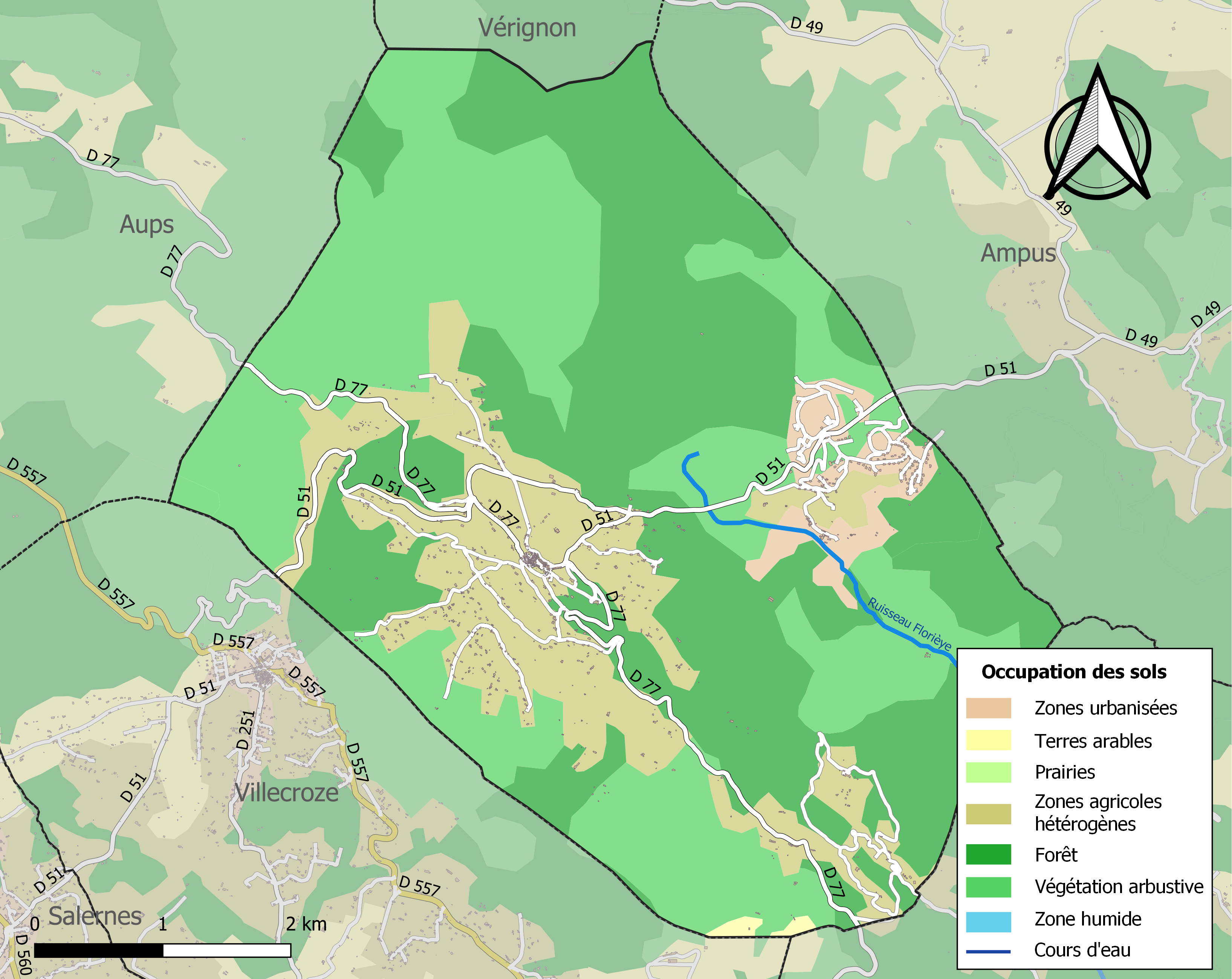
Carte des infrastructures et de l'occupation des sols de la commune en 2018 (CLC).

### Morphologie urbaine
Le projet de plan local d'urbanisme identifie les enveloppes constructibles conformément à la Loi Montagne en continuité des groupes de constructions existants :
- le village historique de Tourtour ;
- le hameau de Saint Pierre de Tourtour ;
- le groupe de construction des Sausses ;
- le groupe de constructions du Saignadou ;
- le groupe de construction du Clos ;
- le groupe de construction du Clos de La Colle.

La commune comporte trois hameaux importants : celui des Mandins, celui constitué par le domaine des Treilles et le domaine de Saint-Pierre de Tourtour,.

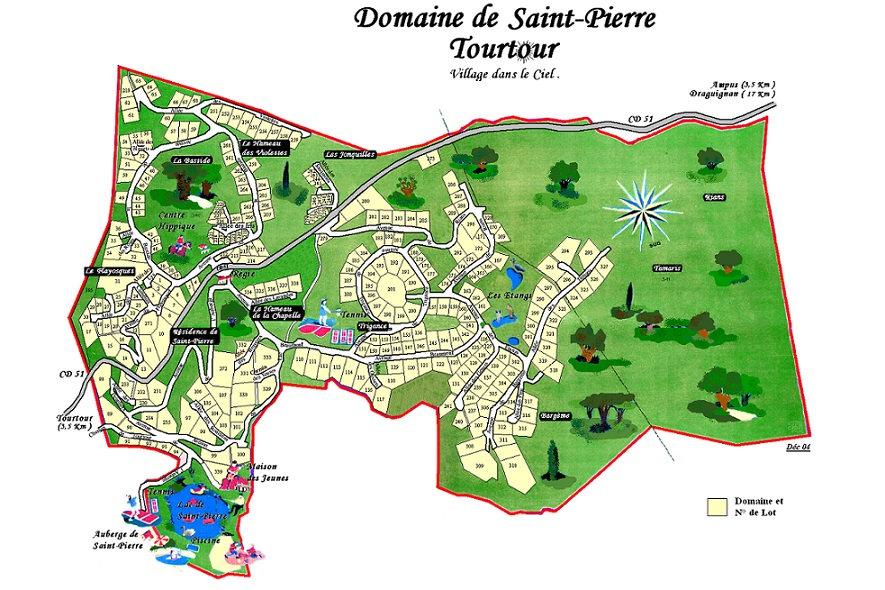
Plan général du Domaine de Saint-Pierre de Tourtour.

Le plus important, le hameau dit domaine Saint Pierre de Tourtour, est un ensemble résidentiel, à cheval sur les communes de Tourtour et d'Ampus, intégré dans un site forestier avec un lac artificiel avec plan d'eau d'une superficie de près de deux hectares, trois petits étangs, une piscine, des courts de tennis… Créé par Adrien Beaumont à partir de 1963, inventeur des Issambres, le domaine Saint-Pierre est situé sur les territoires des communes de Tourtour, au sud, et d'Ampus, au nord, en bordure, de part et d'autre, dans sa partie nord, du chemin départemental no 51 à 3,5 km à l'est de Tourtour et à 3,5 km à l'ouest d'Ampus. Sa superficie d'ensemble est d'environ 136 hectares, dont 92 hectares 38 ares et un centiare sur la commune de Tourtour et 43 hectares 61 ares et 99 centiares sur Ampus.

### Plan d'occupation des sols, plan local d'urbanisme et schéma de cohérence territoriale

#### Plan d'occupation des sols (POS)
La commune disposait d'un plan d'occupation des sols (POS),,,,,, et a engagé la procédure d'élaboration d'un plan local d'urbanisme (PLU).
La Loi pour l'accès au logement et un urbanisme rénové (Loi ALUR) du 24 mars 2014 avait en effet organisé la disparition programmée des POS, qui, s'ils n'étaient pas été transformés en PLU, devenaient caducs à compter du 26 mars 2017. Dans un tel cas, le règlement national d'urbanisme (RNU) s'appliquait alors, mais règlement du POS continuait néanmoins d'être appliqué si une procédure d'adoption de PLU ou de PLUI était en cours.
Le schéma départemental des carrières n'est par contre pas opposable aux documents d'urbanisme, notamment aux plans d'occupation des sols.

#### Plan local d'urbanisme (PLU)
Le conseil municipal du 9 février 2018 a approuvé le « Bilan de la concertation » concernant le plan local d'urbanisme et l'« Arrêt du Projet de plan local d'urbanisme »,,.
Par délibération du 25 novembre 2021 le Conseil municipal a décidé d'engager une mise à jour et des modifications du plan local d'urbanisme, approuvé le 22 mars 2019, afin notamment de prendre en compte de nouvelles dispositions réglementaires issues de :
- la Loi portant lutte contre le dérèglement climatique et renforcement de la résilience face à ses effets du 22 août 2021,
- des décrets d'application de la Loi portant évolution du logement, de l'aménagement et du numérique (ELAN),
- et du Schéma régional d'aménagement, de développement durable et d'égalité des territoires (SRADDET), adopté par l'Assemblée nationale le 02 juin 2019.

#### Les prescriptions spéciales du plan local d'urbanisme
En application de l'article L151-19 du Code de l'Urbanisme, le plan local d'urbanisme prévoit des prescriptions spéciales pour « identifier et localiser les éléments de paysage et identifier, localiser et délimiter les quartiers, îlots, immeubles bâtis ou non bâtis, espaces publics, monuments, sites et secteurs à protéger, à conserver, à mettre en valeur ou à requalifier pour des motifs d'ordre culturel, historique ou architectural et définir, le cas échéant, les prescriptions de nature à assurer leur préservation, leur conservation ou leur restauration ». La liste des sites ou éléments du patrimoine reconnus par la commune sont les suivants :

#### La réalisation de carrières sur la commune de Tourtour
Renouvellement d'autorisation d'exploiter une carrière et des installations de traitement de matériaux au lieu-dit « Le Grand Défens » :
À l'occasion de l'enquête publique qui s'est déroulée du 18 novembre au 18 décembre 2013, concernant l'exploitation de la carrière du Défens, des craintes s'étaient manifestées devant le manque de clarté et l'absence de prise de position de la municipalité sur ce dossier,. Et l'étude, diligentée pour évaluer les éventuels impacts du surcreusement supplémentaire pouvant mettre en péril la nappe phréatique, n'a pas levé les inquiétudes.
Le schéma départemental des carrières n'était par contre pas opposable aux documents d'urbanisme, notamment aux plans d'occupation des sols.
Faute de plan local d'urbanisme, la demande de renouvellement d'autorisation de carrière pour la poursuite de l'autorisation d’exploitation de la carrière sur les 20 années à venir a été traitée dans le cadre des règles d'urbanisme du Plan d'occupation des sols (POS), mais « sans extension du périmètre autorisé »,.
Les carrières aux lieux-dits « la Baume » et « Le Ginestet » :
- Coordonnées de la carrière du Ginestet et de son forage de captage[72],[73].
  - La carrière du Ginestet : X = 43,60424°; Y = 06,28153°; Z = 660 (sommet)[74].
  - Le forage de la carrière du Ginestet : X = 43,60317°; Y = 06,28180°; Z = 649 (tête du forage et 489 NGF (160 m fond de trou)[75].

Cette fois une nouvelle interrogation est formulée sur l'utilité d'une nouvelle carrière à Tourtour alors que les besoins locaux sont largement satisfaits par les exploitations de granulats situées à moins de 30 km de la commune.
En 2017, la procédure d'instruction du projet de plan local d'urbanisme n'étant pas menée à son terme, et en raison de la caducité du Plan d'occupation des sols, l'enquête publique sur la création et l'extension d'une carrière de matériaux aux lieux-dits« la Baume et « le Ginestet » s'est déroulée... dans le cadre du règlement national d'urbanisme.
Alors que, selon le projet d'aménagement et de développement durables du projet de PLU « la commune étudie et s'interroge sur la possibilité de l'extension de la carrière du Pilabre, sur des terrains communaux »..., le PADD présenté au public indique que les études environnementales n'étant pas abouties, les terrains étudiés ne sont pas identifiés au PLU.
L'enquête publique a été engagée en exécution de l'arrêté préfectoral en date du 1er décembre 2017 sur la période du 3 janvier au 2 février 2018 (inclus) pour la réalisation d'une carrière de matériaux,. Mais l'avis du maire, du fait que l'instruction s'effectuait dans le cadre du Règlement national d'urbanisme, à défaut de PLU, ne portait que sur la « proposition de remise en état et d'usage du site après son exploitation »... dans 30 ans, mais pas sur l'opportunité de cette exploitation.
Quelques extraits du rapport d'enquête et conclusions du 27 février 2018 de Christian Raviart commissaire enquêteur commissaire enquêteur, à la suite de l'enquête publique au lieu-dit « La Baume - le Ginestet » :
Le conseil municipal d’Aups (CM) (2 228 habitants) a rendu un avis défavorable sauf en cas de réduction des ¾ du volume d’extraction autorisé (50 000 tonnes /200 000).
Le CM de Vérignon (10 habitants) a rendu un avis favorable.
Les CM de Tourtour (581 habitants) et de Villecroze (1 463 habitants)  n’ont quant à eux pas rendu d’avis.
- Conclusion partielle : Au total, il apparaît donc bien que la carrière de « La Baume – Le Ginestet », facteur modeste mais réel de développement économique local, concourt, en dépit de l’inadaptation avérée du réseau routier, au maintien de l’équilibre entre des ressources idéalement placées au cœur du Centre Var, et un besoin local avéré, voire en extension, de matériaux calcaires.

Circulation routière Si la répartition des camions s’opère apparemment de manière plutôt équilibrée sur les quatre itinéraires possibles à partir de la carrière, il n’en demeure pas moins que le risque objectif d’accident est bien réel d’autant que le réseau routier, touristique s’il en est, semble peu adapté à une circulation de type « industriel ».
En conséquence, l’avis rendu est le suivant : FAVORABLE, avec la RESERVE suivante :
Limiter l’autorisation d’exploiter à 150 000 tonnes par an pour les deux carrières de la SARL Giraud & Fils, soit pour la carrière de « La Baume – Le Ginestet » : 100 000 tonnes jusqu’à la fermeture de celle du « Grand Défens », puis 150 000 tonnes pour le reste de la durée de l’autorisation délivrée.
- Recommandations :

1- Limiter la durée de l’autorisation à 20 ans.
2- Étudier la mise en place d’un dispositif de circulation des poids lourds plus sécurisé (aménagement des routes et de bas-côtés, sens de circulation, limitations éventuelles de tonnage et de vitesse, restrictions horaires et journalières de traversée des villages, voies de contournement, etc.).
La décision finale prise par le Préfet du Var, est, en application de l'arrêté du 19 septembre 2018, favorable et autorise l'entreprise à exploiter jusqu'à 200 000 tonnes/an pour une durée de 30 ans (à proximité de la carrière Pilabre d'Aups).
Le préfet a donné satisfaction à la demande du pétitionnaire, mais n'a pas cru devoir prendre en compte l'essentiel des remarques faites lors de l'enquête publique, ni des conclusions du commissaire enquêteur.
Le plan d'occupation des sols, rendu caduc par la Loi ALUR (Loi pour l'accès au logement et un urbanisme rénové) qui a organisé la fin des POS, dont les derniers se sont éteints le 26 mars 2017, n'autorisait pas d'extension de carrière.
Or le plan local d'urbanisme ayant été interrompu durant un mandat municipal n'est, lui, pas encore approuvé fin octobre 2018, alors que le "Dossier de PLU" avait été arrêté par le Conseil municipal du 9 février 2018. La décision sur la demande d'autorisation a, de ce fait, été réalisée sous l'égide du règlement national d'urbanisme.

#### Schéma de cohérence territoriale (SCOT)
- Un projet de périmètre de schéma de cohérence territoriale (SCOT) Var Ouest concernant Sillans, Salernes, Villecroze, Tourtour, Aups, Moissac, Régusse, Artignosc, Bauduen[86] avait été envisagé mais n'a pas eu de suite, du fait du rattachement à la  Communauté d'agglomération dracénoise CAD de Saint-Antonin-du-Var, Salernes et Sillans-la-Cascade. Puis un nouveau projet avait été imaginé concernant le Verdon Var Ouest[87].
- Mais, à l'issue de son élargissement à 16 communes, dont 15 situées en zone montagne (sauf Villecroze), et de l'abandon du projet de 2012, la communauté de communes Lacs et Gorges du Verdon a décidé d'engager la procédure d'élaboration d'un schéma de cohérence territoriale (SCoT) des Lacs et Gorges du Verdon[88] qui définira des projets communs à l'échelle d'un territoire prenant en compte les bassins de vie.

À la suite de l'officialisation du périmètre du SCoT par le préfet du Var, la première phase sera d’établir un diagnostic territorial,.
La mise en œuvre d'un SCOT s'imposera préalablement à la création de zones touristiques nouvelles, mais pas pour l'agrandissement limité des structures d'accueil hôtelières existantes ni pour le changement de destination pour donner une vocation touristique aux bâtiments agricoles qui ne sont plus utilisés, sous réserve que les sites soient identifiés au PLU.

### Les projets d'investissement de la commune

#### La création d'une salle multi-activités

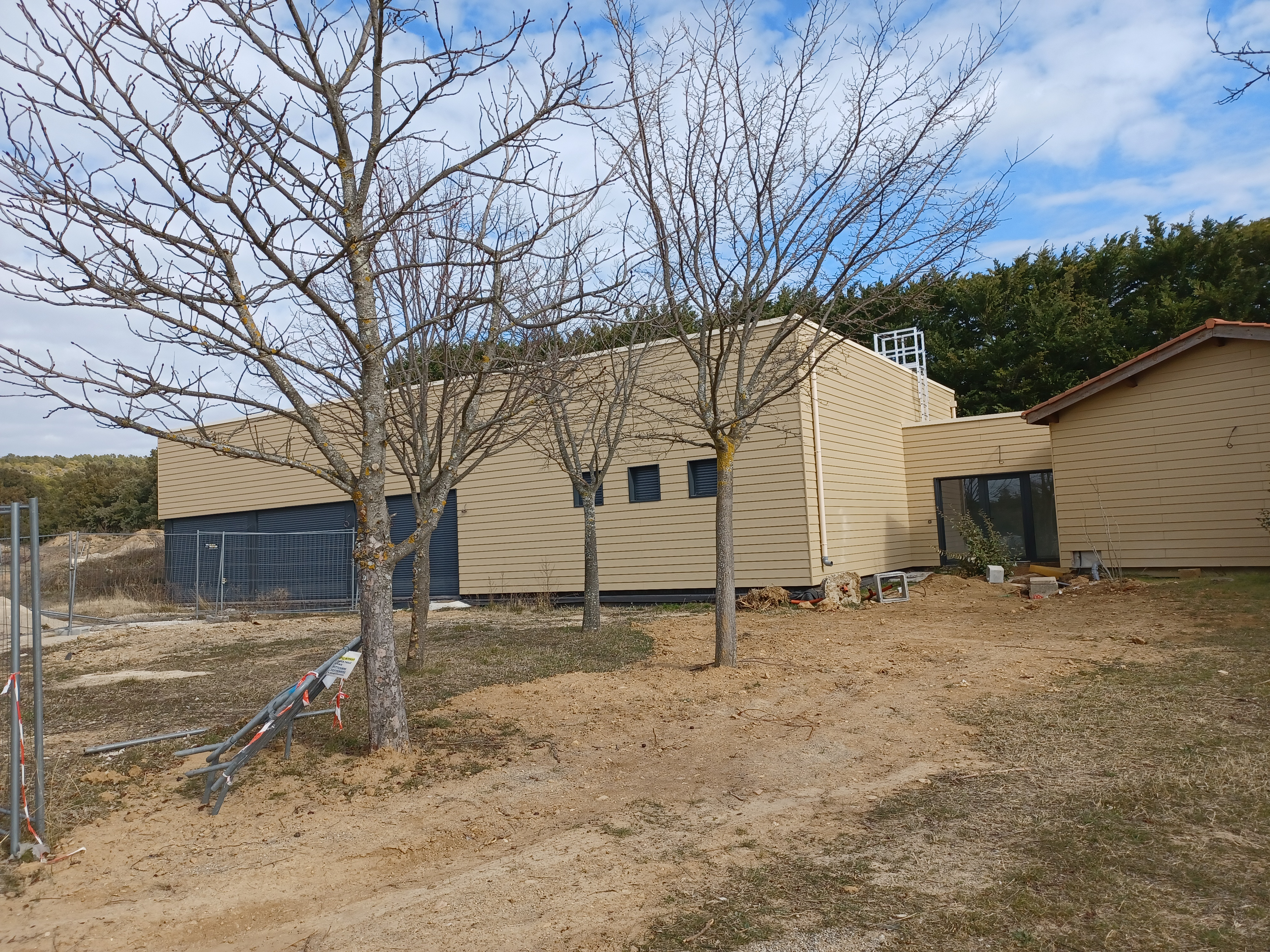
Salle multi-activités en fin de travaux.

Le conseil municipal du 20 juillet 2017 a décidé de mettre en œuvre une procédure de recherches de cofinancements pour la réalisation d'un équipement par extension d'un bâtiment existant, portant sur une emprise au sol de 346 m2 avec une salle polyvalente, de rez-de-chaussée, de 275 m2.
La nature de l'activité principale de cet établissement recevant du public concerne une salle de réunion sans spectacle et salle polyvalente de Type L (Salles d'auditions, de conférences, de réunions, de spectacles ou à usage multiple), avec activités secondaires de Type T (Salles d'exposition à vocation commerciale).

#### La production d'énergies renouvelables
Concernant la production d'énergie renouvelable, la commune de Tourtour a toujours manifesté son opposition à l'installation de parc éolien, en affirmant sa préférence à la réalisation de ferme photovoltaïque. C'est la raison pour laquelle le conseil municipal de Tourtour n'a pas cru devoir soutenir le projet de parc éolien, engagé à titre expérimental puis finalement abandonné sur la commune d'Aups (commune membre du parc naturel régional du Verdon) en raison de l'impact négatif qu'il occasionnerait dans le paysage surplombant les gorges du Verdon. Ce projet n'a pas non plus recueilli l'approbation des autres membres de la communauté de communes Lacs et Gorges du Verdon,,,. La question de la compatibilité d'un tel projet éolien avec son « environnement » réglementaire s'était déjà posée à l'occasion de l'instruction du dossier d'exploitation de la carrière de matériaux, le préfet estimant que « La commune de Tourtour était située en zone favorable pour l’implantation d’éoliennes » Rapport du commissaire enquêteur à l'issue de l'enquête publique réalisée du 18 novembre au 18 décembre 2013 : Compatibilité du projet avec son « environnement » réglementaire. "Enfin, les orientations du SDC 83, qui constitue un instrument d’aide à la décision du préfet lorsque celui-ci autorise les exploitations de carrière en application de la législation des installations classées, sont considérées comme respectées, tout comme celles de plan départemental d’élimination des déchets inertes du BTP et du schéma régional éolien".
Lors de la réunion publique du 17 décembre 2015, le bureau d'études BEGEAT a présenté les propositions de plan local d'urbanisme pour la commune pour les 20 ans à venir. On relève que « le PLU n'autorise pas l'implantation de fermes photovoltaïques ou de parcs éoliens, mais propose une production d'énergie renouvelable dans les deux carrières existantes pour la reconversion des carrières en fin d'exploitation de celles-ci ».

### L'assainissementcollectif etassainissement non collectif
La communauté de communes Lacs et Gorges du Verdon exerce désormais la collecte, le traitement et la valorisation des déchets ménagers et assimilés. Dans ce cadre, la communauté de Communes se substituera de plein droit aux communes membres du syndicat intercommunal à vocation multiple (SIVOM du Haut Var). - Gestion du PIDAF. La communauté L.G.V aura également en charge l’instruction des dossiers de réalisation et contrôle de l’assainissement autonome avec le SPANC (Service public d'assainissement non collectif).
L'assainissement du village historique
La gestion du service de l'eau potable du village historique est assurée directement par la collectivité (« régie », plutôt appelée gestion directe).
La régie de l’eau et de l’assainissement de Tourtour de Tourtour (R.E.A.T.)  est dotée de l’autonomie financière. Les budgets de fonctionnement et d’investissement pour les services correspondants sont donc distincts de celui de la commune et les réunions de cette assemblée sont des conseils d'administration non publics,,,.
Le réseau d'assainissement du village historique de Tourtour est raccordé à la station d'assainissement de Salernes,.
L'assainissement du domaine Saint-Pierre de Tourtour.
Il s'agit d'une zone naturelle classée IINA au plan d'occupation des sols, constituée par le Domaine Saint Pierre de Tourtour qui a connu une urbanisation dans la proportion des 3/4 environ du programme initialement prévu dans les années 1960 à 1980 sous forme d'un ensemble résidentiel en copropriété.
Les eaux et matières usées des villas sont obligatoirement reçues et traitées dans des fosses septiques où stations conformes à la réglementation en vigueur. Les effluents de ces fosses ainsi que les eaux ménagères (après dégraissage et décantation) sont évacués dans des drains réglementaires. Les eaux pluviales sont acheminées dans les fossés en bordure des voies. Cette eau de pluie contribue, avec la source, à alimenter le lac et les étangs.
Quelques lots ont également un « système d'assainissement autonome regroupé » (44 lots) ou « collectifs de proximité » (six lots sur la commune de Tourtour et huit lots sur la commune d'Ampus).

### Déchèterie
Le conseil communautaire a créé des déchèteries intercommunales, visant à desservir les communes d'Artignosc-sur-Verdon, Baudinard-sur-Verdon, Bauduen, Régusse,.

## Toponymie
Issu du mot celtique Tur qui désigne un point culminant. Tourtour est situé sur deux sommets : l’église Saint-Denis à l’est et le vieux château médiéval à l'ouest, ce qui a donné Tör Tör, devenu Tourtour.
Cité au IVe siècle ; Pontus Tortori ; Tortor au XIIe siècle.
D'après certains auteurs, le nom du village viendrait des tortures que les Romains infligeaient aux criminels.
Tourtour s'écrit Tortor en provençal de norme classique.

## Histoire

### Jusqu'en 1500
La présence du Néolithique (autrement appelé "âge de la pierre polie") est attestée à Tourtour par les nombreux vestiges découverts à Arquinaud (poteries, fonds de cabanes, outils).
À l'âge du fer, cinq oppidums et un poste de vigie occupaient la vallée de Florièyes (site de Calamantran).
Un site de l'âge du bronze a été découvert à Saint-Pierre de Tourtour.
Non loin de la Via Julia Augusta - branchement de la voie Aurélienne allant de Forum Julii (Fréjus) à Forum Reii (Riez) - les Romains construisirent de nombreux établissements de plaine au quartier Saint-Pierre, à l'Evoue, aux Treilles, au Colombier. Leur présence est attestée jusqu'au Ve siècle apr. J.-C., époque des invasions barbares.
Après avoir arrêté les Arabes à Poitiers, Charles Martel aurait rencontré les Sarrasins en 739, dans la région de Tourtour. En 973, le comte Guillaume Ier de Provence y remporta une victoire sur les Sarrasins venant de leur base de Fraxinet à l'actuelle Garde Freinet.
Grâce à l'appui de Bertrand II de Castellane, des Cisterciens de Mazan, dans le Vivarais, appelés par Raymond de Saint-Gilles, comte de Toulouse et marquis de Provence, s'établissent le 14 avril 1136 au quartier de Florieille. Les restes de la chapelle Notre-Dame de Florielle constituent les derniers vestiges de l’abbaye de Florièyes témoignant de la présence des moines cisterciens. Dix ans plus tard, ces moines se fixent au Thoronet.
C'est par un acte du 15 janvier 1156 que le seigneur de Tourtour donna divers biens aux templiers.
En 1235, Raimond-Bérenger IV de Provence cède à de Blacas d'Aulps ses droits sur Tourtour et Fox-Amphoux contre la seigneurie de Séranon.
La seigneurie passe ensuite aux Puget avant d'être partagée au XVIIe siècle entre cinq co-seigneurs dont les de La Tour, les Castellane, les Raphaelis, les Berlier et les Fabry.

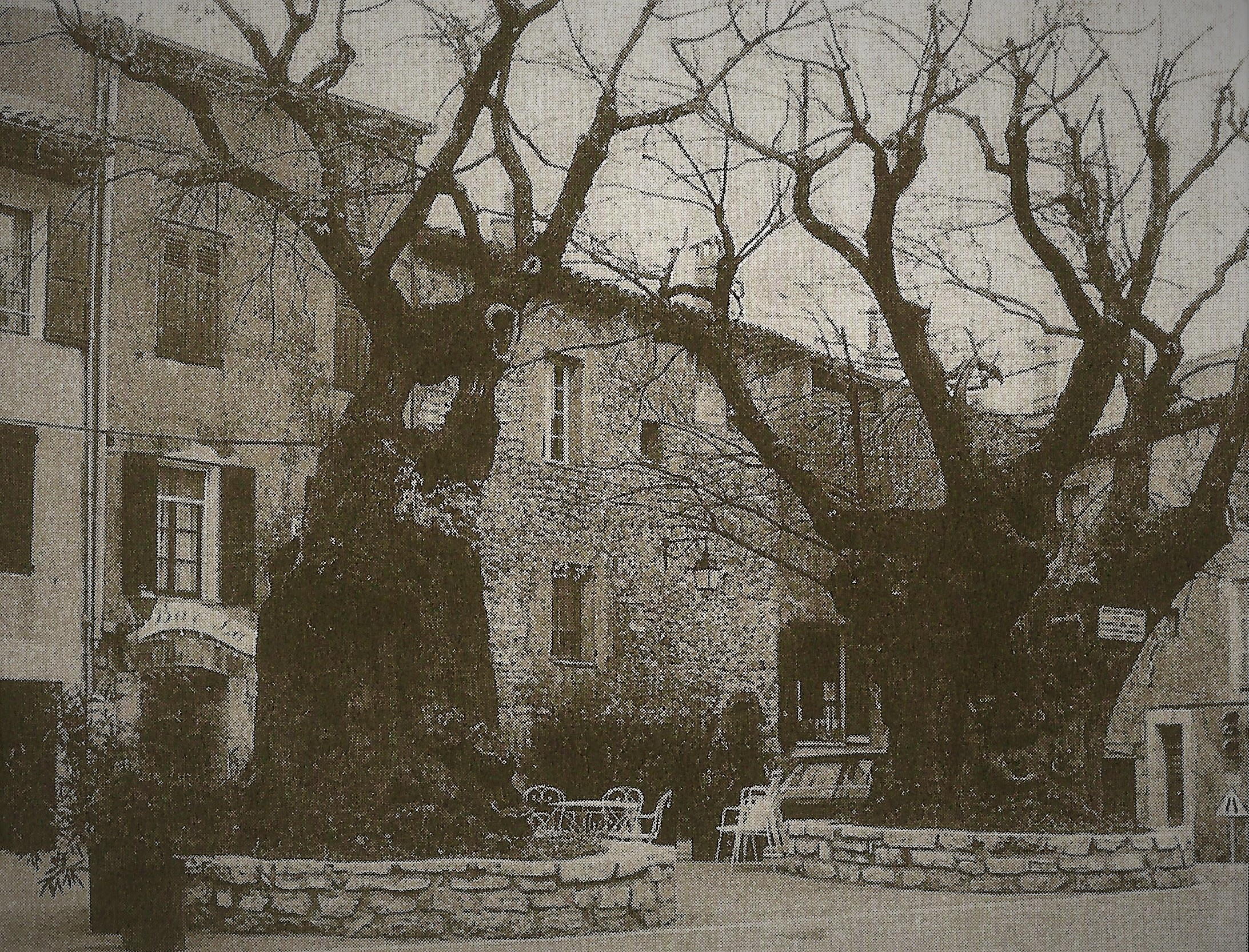
Les deux ormeaux à Tourtour.

### De 1500 à 1900
En 1638, Anne d'Autriche, se rendant en pèlerinage d'action de grâce à Cotignac, s'arrête à Tourtour. À cette occasion, deux ormeaux sont plantés sur la place du village. Ces deux arbres y resteront jusqu'à la fin du XXe siècle.
À la suite du coup d’État du président Louis-Napoléon Bonaparte, le 2 décembre 1851, la répression de l’insurrection varoise le 10 décembre 1851, à Tourtour et Aups, a été terrible. Comme le rappelle René Merle, les femmes qui s'étaient mobilisées n’ont pas été épargnées.

### XXesiècle
« Les pouvoirs locaux installés par Vichy ont de plus en plus de mal à fonctionner normalement. L'administration préfectorale ne peut que faire pression en refusant les défections et en insistant pour que chacun reste à son poste. Dans les petits villages comme Tourtour et La Motte, la réquisition du secrétaire de mairie ou celle d'un retraité de l'État permet de résoudre le problème ».
Annette Barbut, originaire de Tourtour dans le Var, a été déportée le 30 janvier 1944 à Auschwitz. À la suite de la réunion du conseil municipal du 4 juin 2016, une plaque commémorative a été apposée le 24 juin 2016 à la mémoire des déportés. Annette Barbu, qui avait 94 ans à l'occasion de la présentation de cette plaque a fait un exposé à l'école de Tourtour sur cette question.
En août 1944, deux Résistants du maquis du Haut-Var sont exécutés par les Allemands.
Tourtour est aussi une ville où se sont installés de nombreux artistes,, dont Bernard Buffet, peintre français né le 10 juillet 1928 à Paris. Il s'est donné la mort le 4 octobre 1999 dans ce petit village qui présente deux sculptures de l’artiste représentant un scarabée et un papillon.

### XXIesiècle
En 2010, le conseil général du Var a offert un panneau en hommage aux citoyens pour que chaque ville ou village puisse se souvenir de cet épisode historique et rende un hommage citoyen à ces notables oubliés nommés en 1944 au Comité Clandestin de Libération et chargés de gérer les affaires communales après la dissolution des conseils municipaux sous Pétain. (À noter qu'onze années après (en 2021), aucun hommage ni aucune cérémonie n'ont été organisés pour célébrer ce sujet historique du village !),,...
En 2017, la mairie annonce qu'une école primaire va porter le nom de Nelly Ovadia, une enfant juive morte en déportation.

## Politique et administration

### Liste des maires

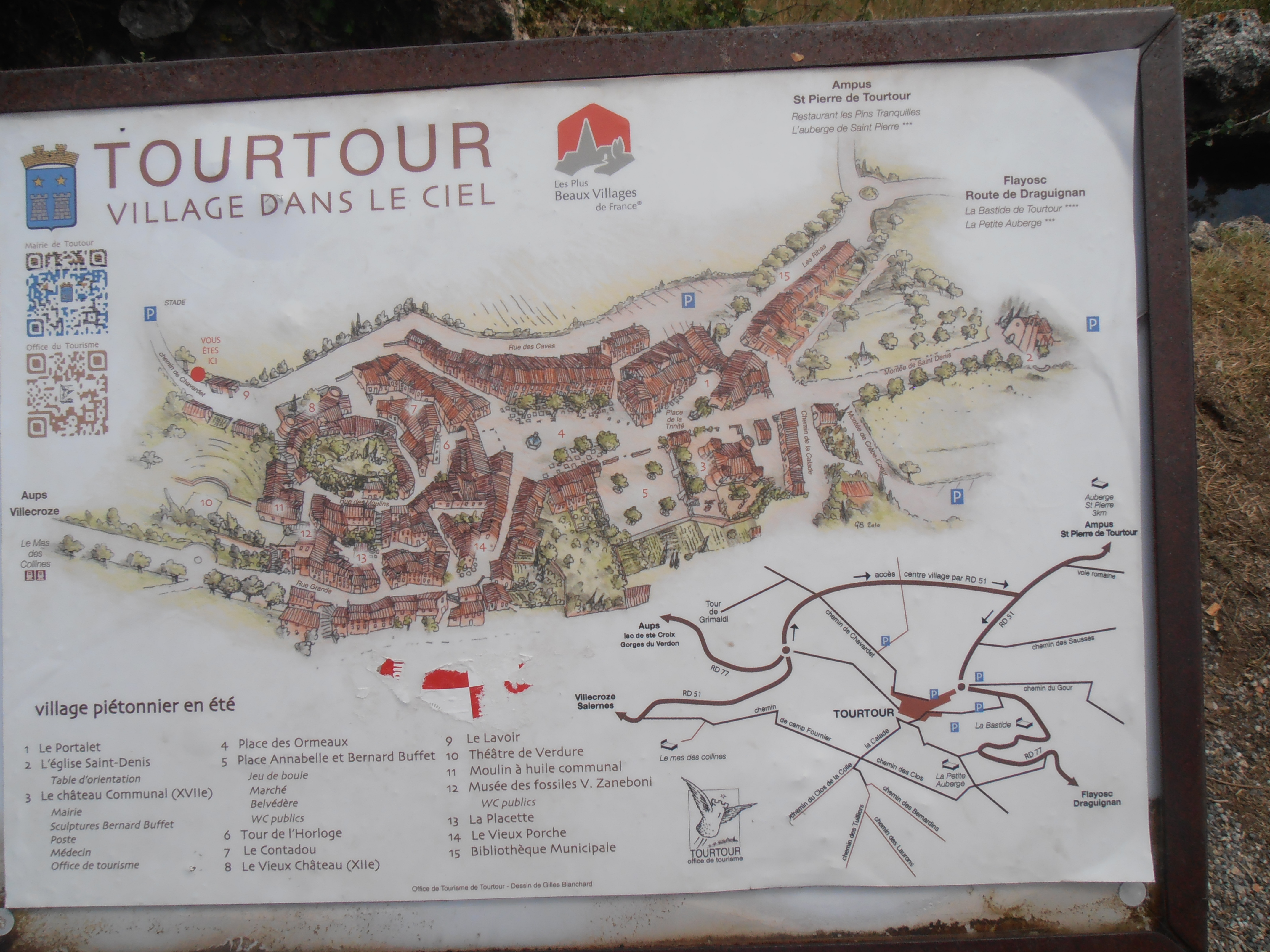
Plan général du village.

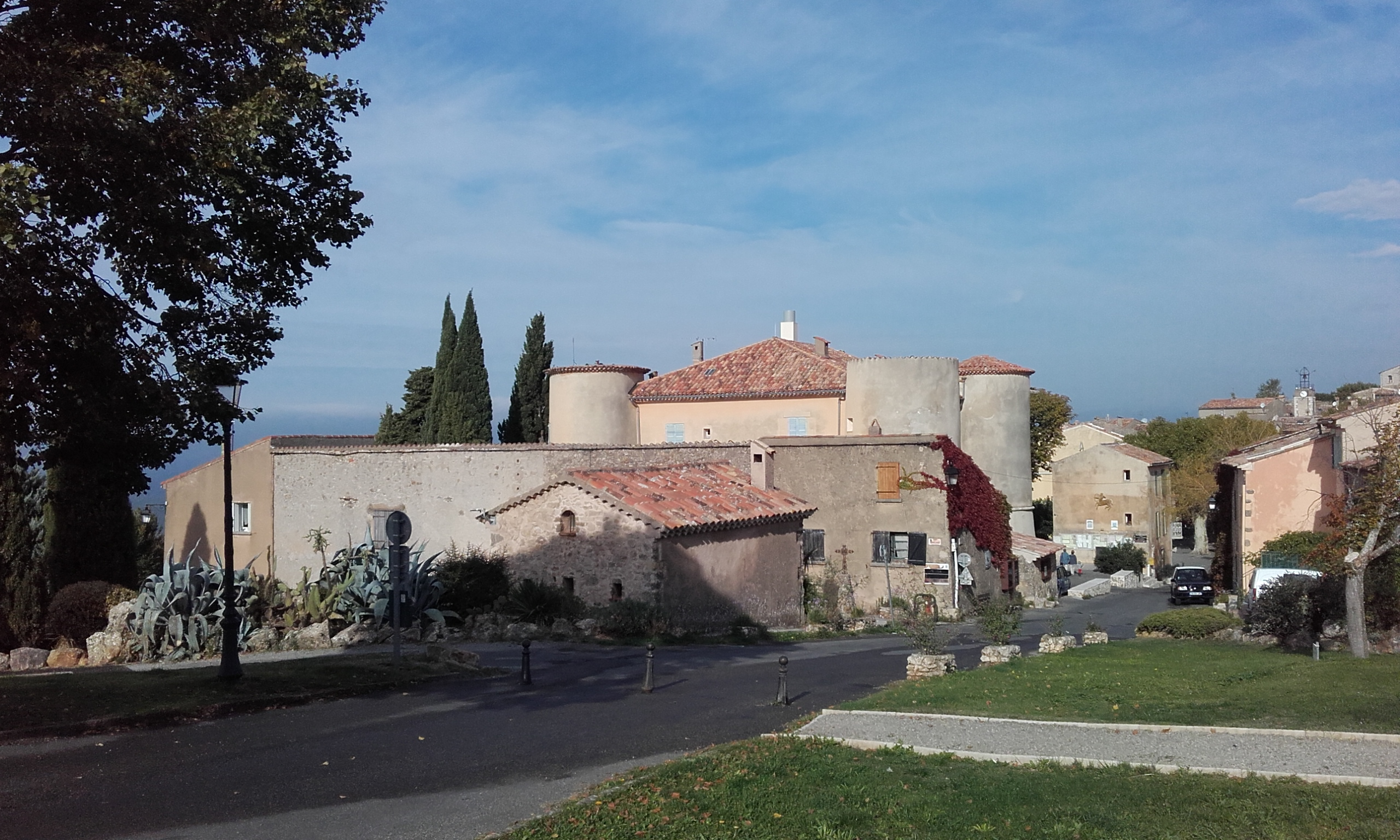
Antenne-relais de téléphonie mobile sur le château municipal,.

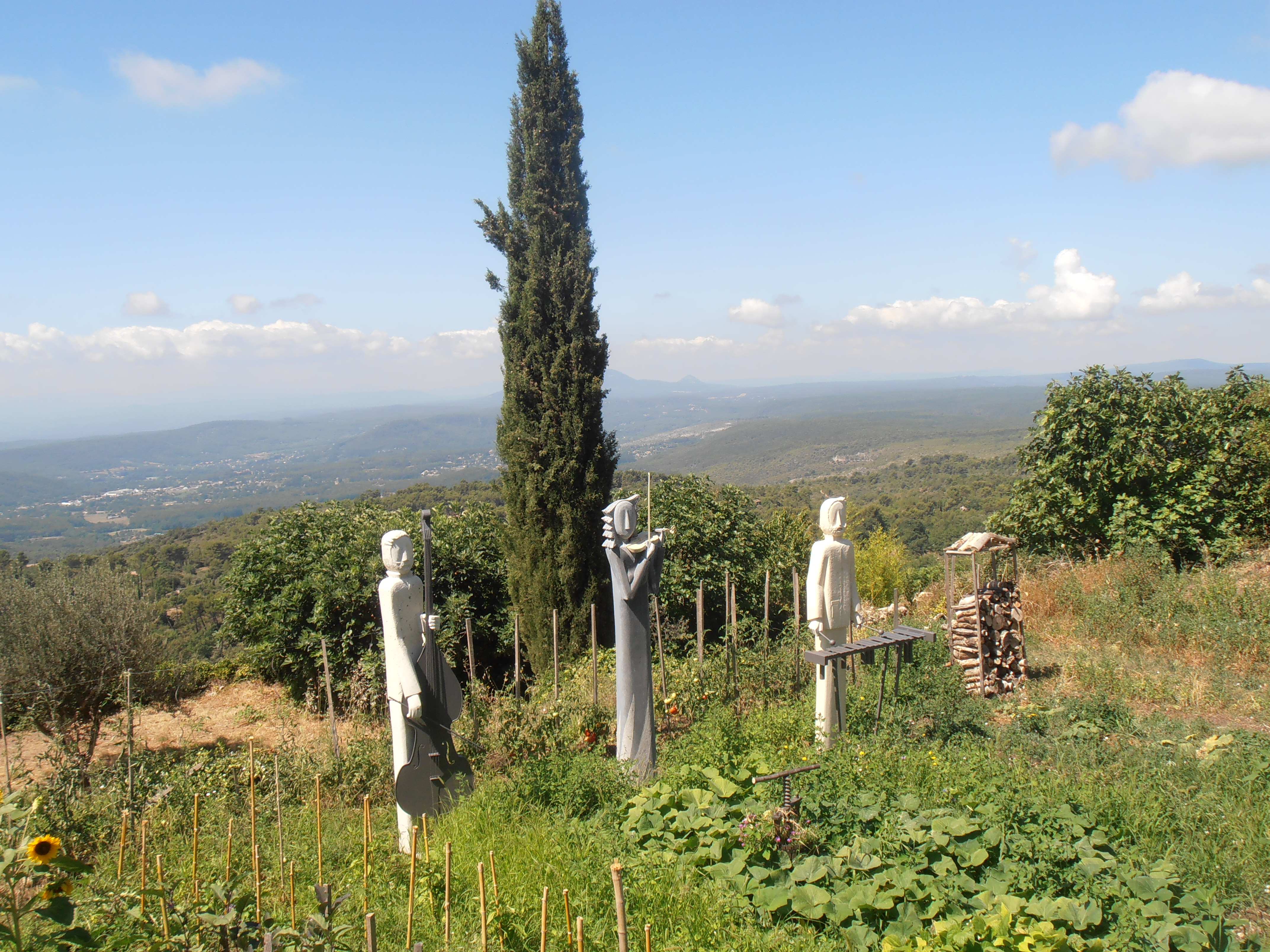
Sculptures de l' "Atelier du Marchand de Cailloux", sous la place Annabelle et Bernard Buffet.

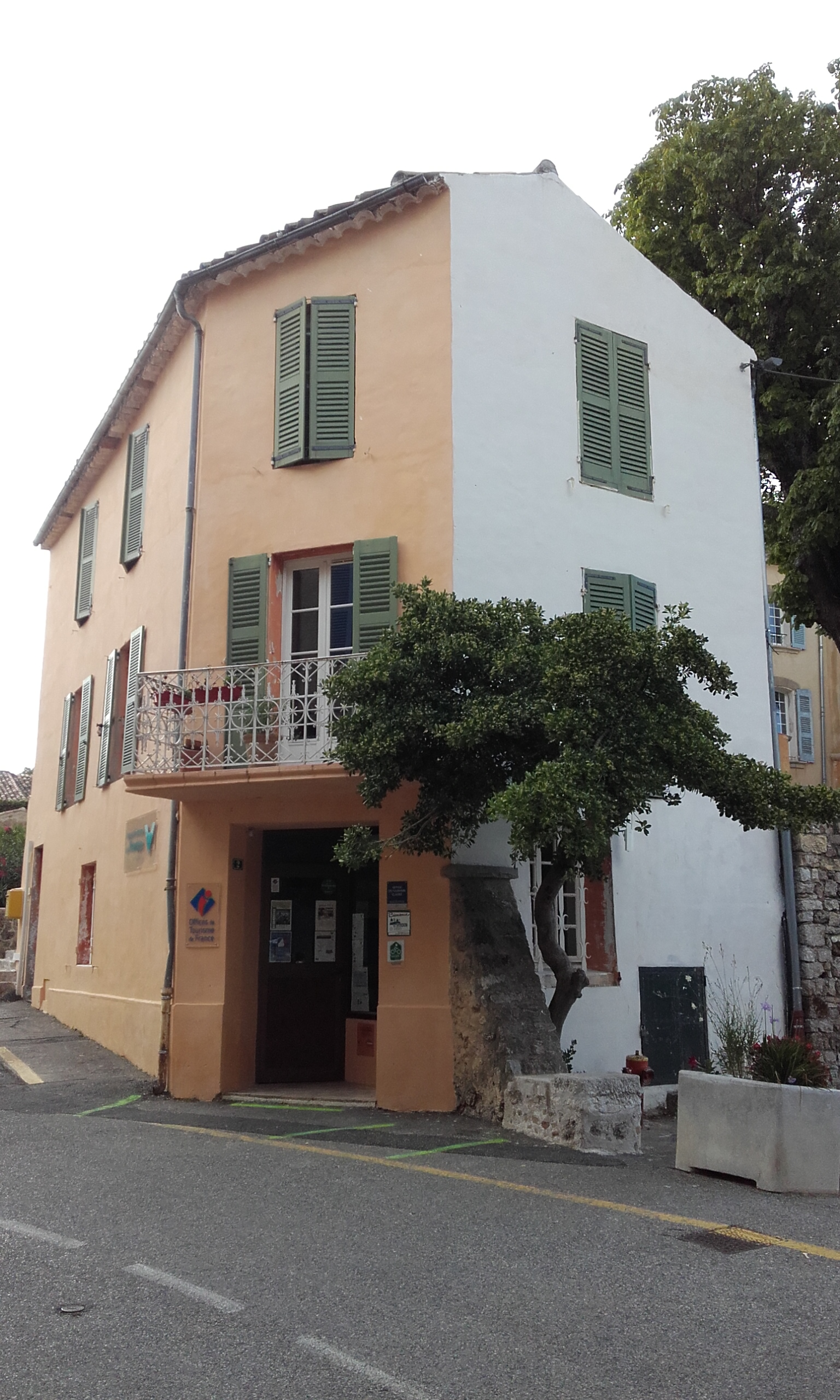
Bureau d'information touristique de la Communauté de communes Lacs et Gorges du Verdon,.

| Période                                  | Période   | Identité                   | Étiquette      | Qualité |
| ---------------------------------------- | --------- | -------------------------- | -------------- | --- |
| Les données manquantes sont à compléter. |           |                            |                | |
| février 1790                             | 1792      | Vincent Bernard            |                | 1er maire depuis la révolution. La première élection s’est faite le 21 février 1790 et le président de l’assemblée a été le curé Joseph Taxil.        |
| 1792                                     |           | Mathieu Blanc              |                | Élection en décembre 1792 |
| 1884                                     | 1888      | Antoine Collomp            |                | |
| 1888                                     | 1900      | Léon Paul                  |                | |
| 1900                                     | 1919      | Denis Bernard              |                | |
| 1919                                     | 1944      | Auguste Basset (1882-1944) | Rad. puis PSdF | Cultivateur propriétaire, conseiller d'arrondissement                                                                                                 |
| 1944                                     | 1947      | [ 137 ]                    |                | Le maire, mort, est remplacé par un retraité de police le 22 mai 1944.                                                                                |
| 1947                                     | 1965      | Auguste Troin              |                | L’ancien maire est nommé « cépoun », c’est-à-dire le vieux sage gardien des traditions et des valeurs de la communauté.                               |
| 1965                                     | 1976      | Antoine De Bonnefoy        |                | |
| 1976                                     | 1983      | Henri Buffa                |                | |
| mars 1983                                | mars 1989 | Fortuné Brieugne           | RPR            | |
| mars 1989                                | juin 1995 | Étienne Laurent            | DVD            | |
| juin 1995                                | mars 2008 | Jean Lainé                 | PS             | Suppléant de Nicole Fanelli, conseillère générale du canton de Salernes Président d’honneur de l'association « Comité de jumelage Tourtour-Portariá » |
| mars 2008                                | mai 2020  | Pierre Jugy                | SE             | 1er vice-président de la CC Lacs et Gorges du Verdon (jusqu'en décembre 2016) Conseiller communautaire sans délégation (2017 à 2020)                  |
| mai 2020                                 | En cours  | Fabien Brieugne            | SE             | Agriculteur bio, 4e Vice président de la Communauté de communes Lacs et Gorges du Verdon (Agriculture, Fibre et numérique, Développement économique)  |

### Intercommunalité

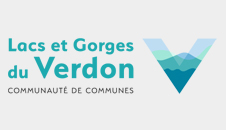

Après avoir vainement espéré son rattachement à la communauté d'agglomération dracénoise (CAD), la commune de Tourtour a contribué à la constitution d'une communauté de communes du Haut-Var  « Lacs et Gorges du haut-Verdon (LGV) ».
La communauté de communes « Lacs et Gorges du haut-Verdon (LGV) » constituée initialement de 11 communes (Aiguines ; Artignosc-sur-Verdon ; Aups ; Baudinard-sur-Verdon ; Bauduen ; Moissac-Bellevue ; Les Salles-sur-Verdon ; Régusse ; Tourtour ; Vérignon ; Villecroze) comprend désormais 16 communes, après intégration de 5 communes supplémentaires au 1er janvier 2017 : Trigance, Le Bourguet, Brenon, Châteauvieux et La Martre,.
Son président en exercice est Rolland Balbis (maire de Villecroze). Ont été élus vice-présidents :
- Mme Raymonde Carletti (maire de La Martre) 1er vice président : Administration Générale et Finances ;
- M. Antoine Faure (maire d'Aups) 2e vice président : Aménagement du Territoire (SCOT) et transition ;
- M. Charles-Antoine Mordelet 3e vice président (maire d'Aiguines) : Tourisme et Itinérance ;
- M. Fabien Brieugne 4e vice président (maire de Tourtour) : Agriculture, Fibre et numérique, Développement éco ;
- M. Pierre Constant 5e vice président (commune de Villecroze)[152] ;
- M. Serge Constans 6e vice président (Maire d'Artignosc-sur-Verdon).

La Communauté de communes Lacs et Gorges du Verdon compte désormais 34 représentants + 12 suppléants pour 16 Communes membres.
Un projet de périmètre de schéma de cohérence territoriale (SCOT) Var Ouest concernant Sillans, Salernes, Villecroze, Tourtour, Aups, Moissac, Régusse, Artignosc, Bauduen avait été envisagé mais n'a pas eu de suite, du fait du rattachement à la CAD de Saint-Antonin-du-Var ; Salernes; Sillans-la-Cascade. Mais un nouveau projet est en cours de réflexion concernant le Verdon Var Ouest.
Le champ d'intervention de la communauté des 16 communes, essentiellement rurales, est structuré par trois catégories de compétences. En application de l’article L.5214-16 du CGCT, la communauté de communes exercera de plein droit en lieu et place des Communes membres, les compétences suivantes :
Aménagement de l’espace communautaire
- Élaboration, approbation, suivi et révision d’un SCOT et schémas de secteur garantissant le développement harmonieux de chaque commune.
- Les zones d’aménagement concerté nouvelles sont d’intérêt communautaire.
- Constitution de réserves foncières à des fins d’aménagement d’intérêt communautaire.
- Études de marché afin d’assurer des prestations d’intérêt communautaire.

Action de développement économique intéressant l’ensemble de la communauté
- Aménagement, entretien et gestion de zones d’activité industrielle, commerciale, tertiaire, artisanale ou touristique nouvelles sont d’intérêt communautaire.
- Actions de développement économique d’intérêt communautaire.
- En matière de Tourisme : L’accueil et l’information ainsi que les aménagements et équipements restent de la compétence des communes ; La promotion, les aides à la commercialisation, l’animation, les statistiques et études deviennent de la compétence communautaire.
- Aménagement numérique du territoire : La création et la gestion d’infrastructures en vue de l’établissement d’un réseau de communications électroniques et toutes les opérations nécessaires pour y parvenir ; L’exploitation de ce réseau et toutes les formes d’actions tendant à y parvenir ; La fourniture de services de communications électroniques aux utilisateurs finaux en cas d’insuffisance de l’initiative privée.

Elle exercera dans les mêmes conditions des compétences optionnelles relevant d’au moins un des groupes suivants
- Construction ou aménagement et entretien des équipements sportifs d’intérêt communautaire. Le gymnase d’AUPS actuellement géré par un SIVU est déclaré d’intérêt communautaire.
- Protection et mise en valeur de l’environnement
- Collecte, traitement et valorisation des déchets ménagers et assimilés. Dans ce cadre la Communauté de Communes se substituera de plein droit aux communes membres du SIVOM du Haut Var. - Gestion du PIDAF[99].
- Instruction des dossiers de réalisation et contrôle de l’assainissement autonome avec le SPANC (Service public d’Assainissement Non Collectif)[156].

Action sociale d’intérêt communautaire
- Création, aménagement et gestion des crèches et d’un relais d’assistance maternelle.
- Création aménagement et gestion d’une maison médicale.
- Actions en faveur de l’emploi et de l’insertion en partenariat avec la Mission Locale et la plateforme de formation.
- En matière de culture la communauté assure l’harmonisation du calendrier et la promotion des manifestations proposées par les communes.

### Budget et fiscalité 2023 de la commune

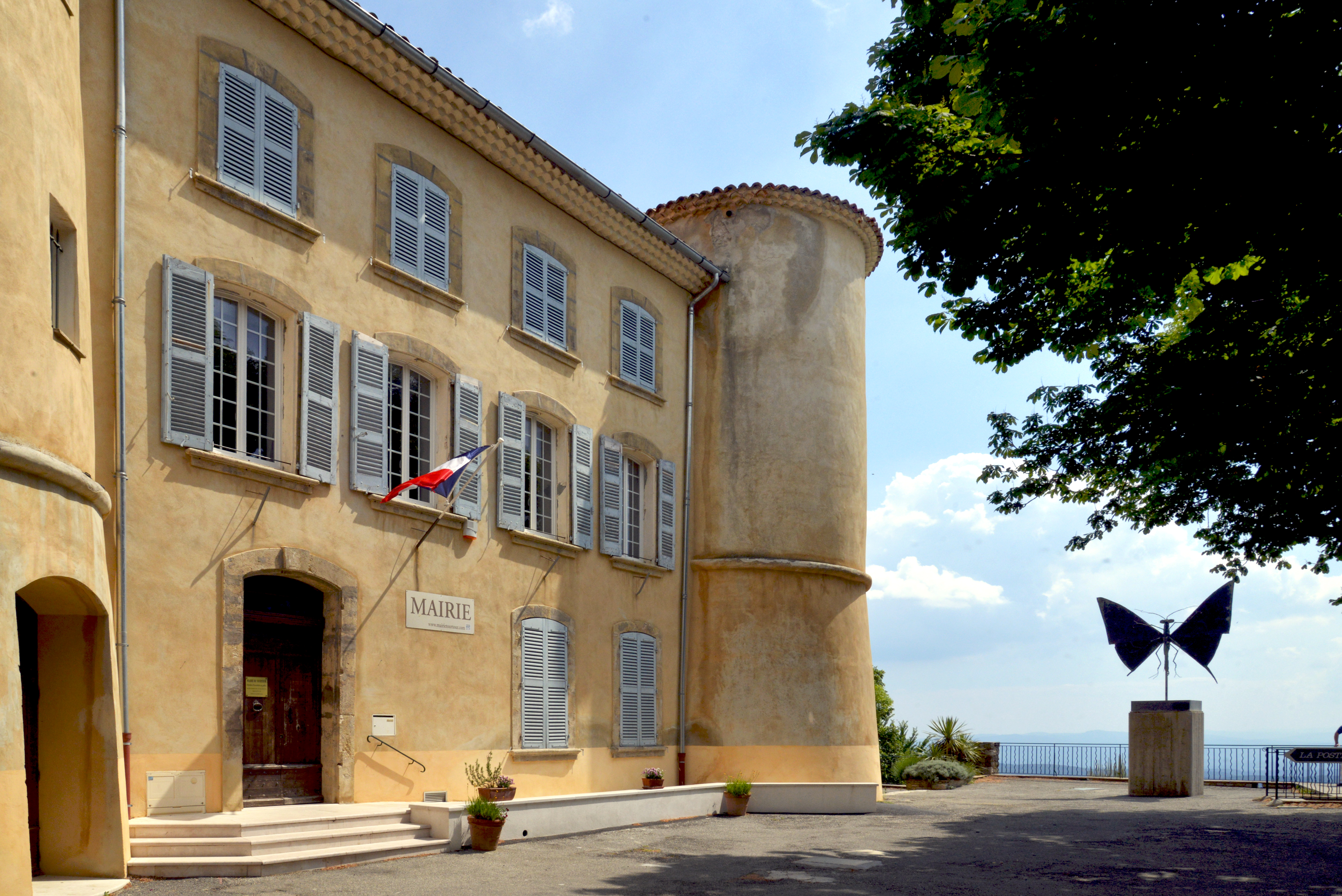
Le château Raphélis..

En 2023, le budget de la commune était constitué ainsi :
- total des produits de fonctionnement : 1 312 000 €, soit 2 183 € par habitant ;
- total des charges de fonctionnement : 1 011 000 €, soit 1 682 € par habitant ;
- total des ressources d'investissement : 81 000 €, soit 135 € par habitant ;
- total des emplois d'investissement : 130 000 €, soit 216 € par habitant ;
- endettement : 403 000 €, soit 670 € par habitant.

Avec les taux de fiscalité suivants :
- taxe d'habitation : 18,99 % ;
- taxe foncière sur les propriétés bâties : 29,52 % ;
- taxe foncière sur les propriétés non bâties : 120,99 % ;
- taxe additionnelle à la taxe foncière sur les propriétés non bâties : 0,00 % ;
- cotisation foncière des entreprises : 0,00 %.

Chiffres clés Revenus et pauvreté des ménages en 2021 : Médiane en 2021 du revenu disponible, par unité de consommation : 22 650 €.
En 2023, sur les 601 habitants que compte Tourtour, le domaine Saint Pierre contribue donc, avec ses 233 constructions, à un apport de près de la moitié des recettes de la commune.
Chiffres clés Revenus et pauvreté des ménages en 2020 : Médiane en 2020 du revenu disponible, par unité de consommation : 20 490 €.

## Population et société

### Démographie

#### Évolution démographique
Les habitants sont appelés les Tourtourains et Tourtouraines.
Historiquement, Tourtour comptait 860 habitants en 1305, et 689 habitants selon le recensement du 21 février 1790.

L'évolution du nombre d'habitants est connue à travers les recensements de la population effectués dans la commune depuis 1793. Pour les communes de moins de 10 000 habitants, une enquête de recensement portant sur toute la population est réalisée tous les cinq ans, les populations de référence des années intermédiaires étant quant à elles estimées par interpolation ou extrapolation. Pour la commune, le premier recensement exhaustif entrant dans le cadre du nouveau dispositif a été réalisé en 2005.

En 2022, la commune comptait 583 habitants, en évolution de −0,68 % par rapport à 2016 (Var : +4,98 %, France hors Mayotte : +2,11 %).
| 1793 | 1800 | 1806 | 1821 | 1831 | 1836 | 1841 | 1846 | 1851 |
| ---- | ---- | ---- | ---- | ---- | ---- | ---- | ---- | ---- |
| 648  | 726  | 778  | 795  | 806  | 733  | 722  | 676  | 682  |

| 1856 | 1861 | 1866 | 1872 | 1876 | 1881 | 1886 | 1891 | 1896 |
| ---- | ---- | ---- | ---- | ---- | ---- | ---- | ---- | ---- |
| 616  | 608  | 563  | 537  | 515  | 507  | 460  | 442  | 399  |

| 1901 | 1906 | 1911 | 1921 | 1926 | 1931 | 1936 | 1946 | 1954 |
| ---- | ---- | ---- | ---- | ---- | ---- | ---- | ---- | ---- |
| 406  | 383  | 351  | 272  | 274  | 230  | 235  | 219  | 186  |

| 1962 | 1968 | 1975 | 1982 | 1990 | 1999 | 2005 | 2006 | 2010 |
| ---- | ---- | ---- | ---- | ---- | ---- | ---- | ---- | ---- |
| 168  | 260  | 311  | 384  | 472  | 472  | 519  | 533  | 589  |

| 2015 | 2020 | 2022 | - | - | - | - | - | - |
| ---- | ---- | ---- | - | - | - | - | - | - |
| 587  | 587  | 583  | - | - | - | - | - | - |

### Enseignement
La commune de Tourtour est située dans l'Académie de Nice.
- École maternelle et primaire[166] Nelly-Ovadia[167], sur la commune.
- Collèges à Lorgues, Draguignan et Aups (Henri-Nans)
- Lycées à Lorgues, Draguignan.

### Santé
- Professionnels de santé : médecin à Tourtour[168] et à Ampus[169].
- Maison de Santé Pluriprofessionnelle à Aups (distante de 11 km)[170], intégrant des paramédicaux (Médecine générale, Médecine spécialisée, Paramédical, Soins infimiers) et un lieu ressource "Social et solidaire".
- Cabinet d'ostéopathie, de psychologie clinicienne et de thérapie sexofonctionnelle[171]...
- Kinésithérapeute à Draguignan, Flayosc, Aups...
- L'hôpital le plus proche est le Centre hospitalier de la Dracénie et se trouve à Draguignan, à 21 km[172],[173]. Il dispose d'équipes médicales dans la plupart des disciplines[174] : pôles médico-technique ; santé mentale ; cancérologie ; gériatrie ; femme-mère-enfant ; médecine-urgences ; interventionnel.
- Autres établissements hospitaliers à Brignoles, Toulon[175].

### Cultes
- Culte catholique, paroisse de Salernes, diocèse de Fréjus-Toulon :
  - église Saint Denis[176],[177] ;
  - chapelle de la Sainte-Trinité (durant l'hiver).

## Économie

### Économie rurale

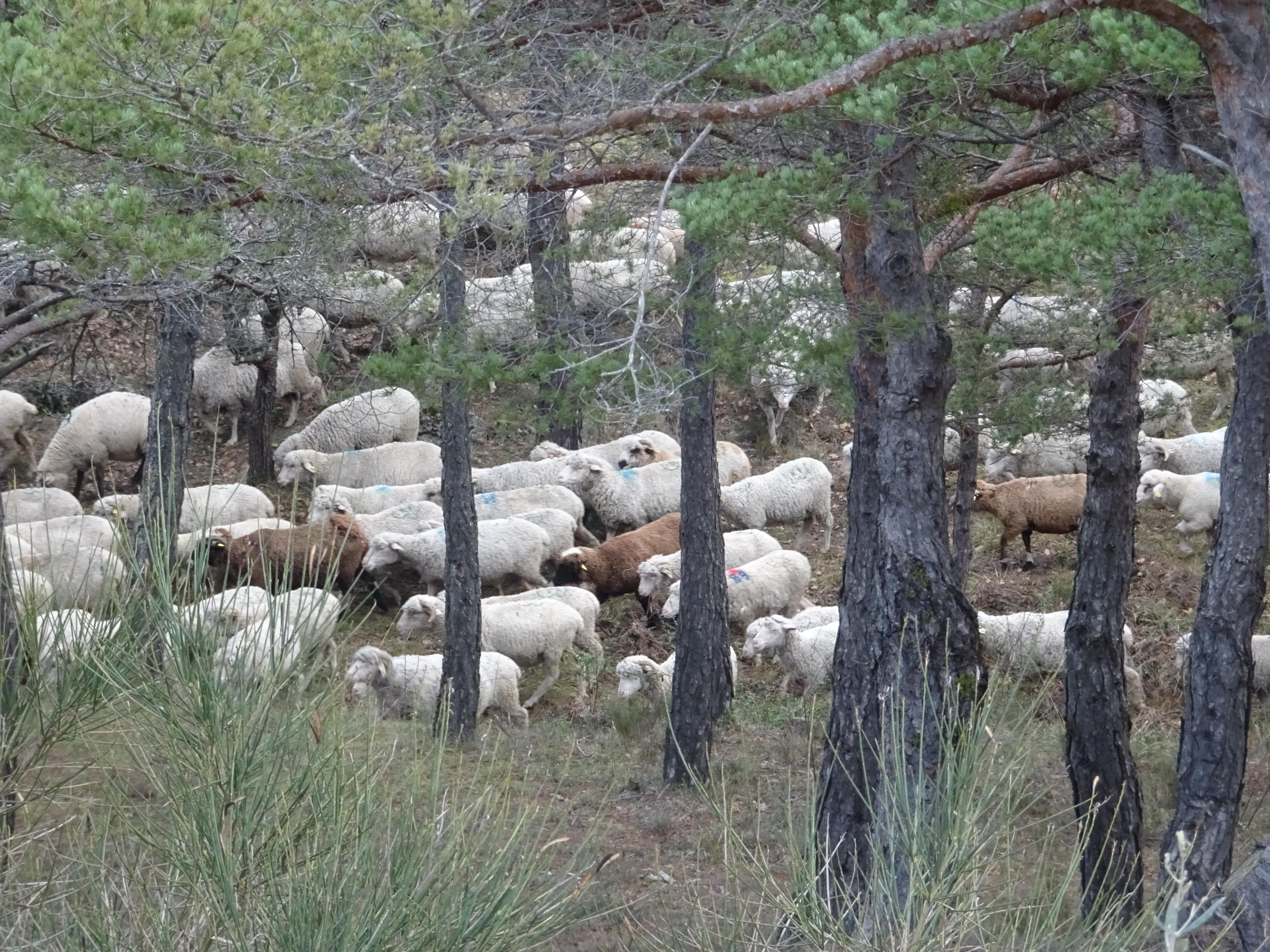

#### L’élevage
Au fil des siècles, les troupeaux ont toujours été nombreux à Tourtour. Constitués essentiellement de brebis et de quelques chèvres qui paissent dans les prairies naturelles ou dans les sous-bois herbeux où ils profitent de l’ombre en été. Ils créent leurs drailles, chemins qu’ils empruntent régulièrement. Les chiens les accompagnent et les surveillent.
Aujourd’hui, les troupeaux en transhumance sont rares mais autrefois c’était une véritable institution et les bêtes étaient comptées au « contadou » dans une rue très étroite du village. Il s'agit d'un goulet étroit ne laissant passer que deux moutons à la fois, ce qui permettait aux bergers de compter les bêtes deux à deux (countadou) depuis latourelle avec ses 3 petites fenêtres.
Plus récemment, l’élevage de chevaux s’intensifie à Tourtour. Ce n’est ni pour la boucherie ni pour le trait dans les travaux des champs mais pour les diverses pratiques hippiques.

#### L’oléiculture

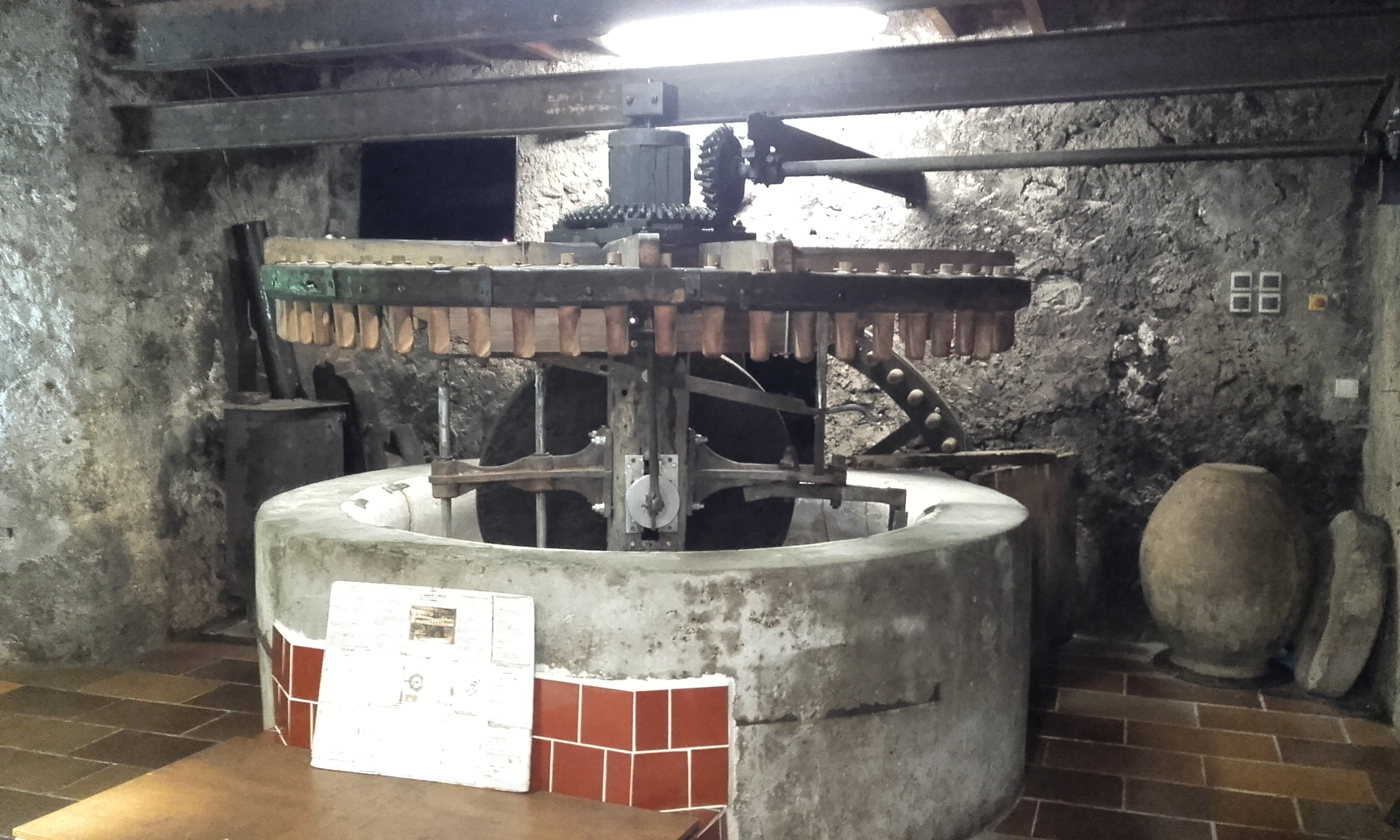

L’implantation des champs d’oliviers sur la commune de Tourtour atteint sa limite géographique. En effet, en Provence, la culture de l’olive ne dépasse guère les 600 m d’altitude. Les fortes gelées sont les ennemies des oliviers qui malgré le gel (comme en 1956) repoussent de la souche de l’arbre.
Il existe plus de 100 variétés d’olives en Provence parmi lesquelles on peut citer la Négrette, le Vermillon, Le Ribiés, le Cadet Roux ou la Picholine ou encore la Bouteillan.
La cueillette peut débuter dès le début décembre et s’étaler sur deux mois.
À Tourtour, les olives sont broyées avec leurs noyaux entre deux meules de façon traditionnelle dans l’ancien moulin communal alimenté par l’eau de la source St Rosaire qui actionne la roue à aubes. La pâte obtenue est pressurée artisanalement dans ce moulin qui tire sa fierté de ses pratiques ancestrales puisque pratiquement rien n’a changé dans ce lieu depuis la réception des derniers travaux en date du 30 août 1766. Après décantation, le rendement peut varier selon les années avec une moyenne de 5 à 6 kg d’olives pour 1 litre d’huile.
Depuis la fin du XXe siècle la « roustide » (terme remplaçant également le terme Castagnade pour le ramassage des chataignes) clôt la campagne oléicole. Les Tourtourains se réunissent au moulin communal pour déguster la nouvelle huile dans la convivialité.

#### Agriculture, élevage
- Domaine de Beauveset, exploitation agricole biologique ouverte sur l’hébergement et l’événementiel[180],
- Agriculteurs, éleveurs[181].

### Tourisme
Les témoignages de qualité d'accueil du village
- La commune adhère à l'association « Les Plus Beaux Villages de France »[182],[183],
- Tourtour possède une fleur dans le cercle des villages fleuris. Le label « villes et villages fleuris », autrefois nommé concours, a été créé en 1959 en France pour promouvoir le fleurissement, le cadre de vie et les espaces verts.
- Le Guide vert Michelin a offert au "Village dans le ciel" sa première étoile,
- Tourtour s'est classé 13e parmi les villages préférés des français en 2015 dans l'émission diffusée au printemps 2015 sur France 2[184],
- Les voyageurs ont attribué au village un Certificat d'Excellence Tripadvisor pour l'année 2015[185].

La visite culturelle organisée par le Bureau d'information touristique de la Communauté de communes Lacs et Gorges du Verdon vous fera découvrir le patrimoine architectural, mobilier, pittoresque et naturel de Tourtour. On pourra aussi apprécier les nombreuses fêtes et manifestations diverses tout au long de l’année : Fête de l’œuf, du village, de la Musique, les Expositions au Moulin à huile, le Marché potier des Métiers d'Art du Var, la Brocante, Festival CourtsCourts, Journées du Patrimoine en septembre, Marché de Noël…

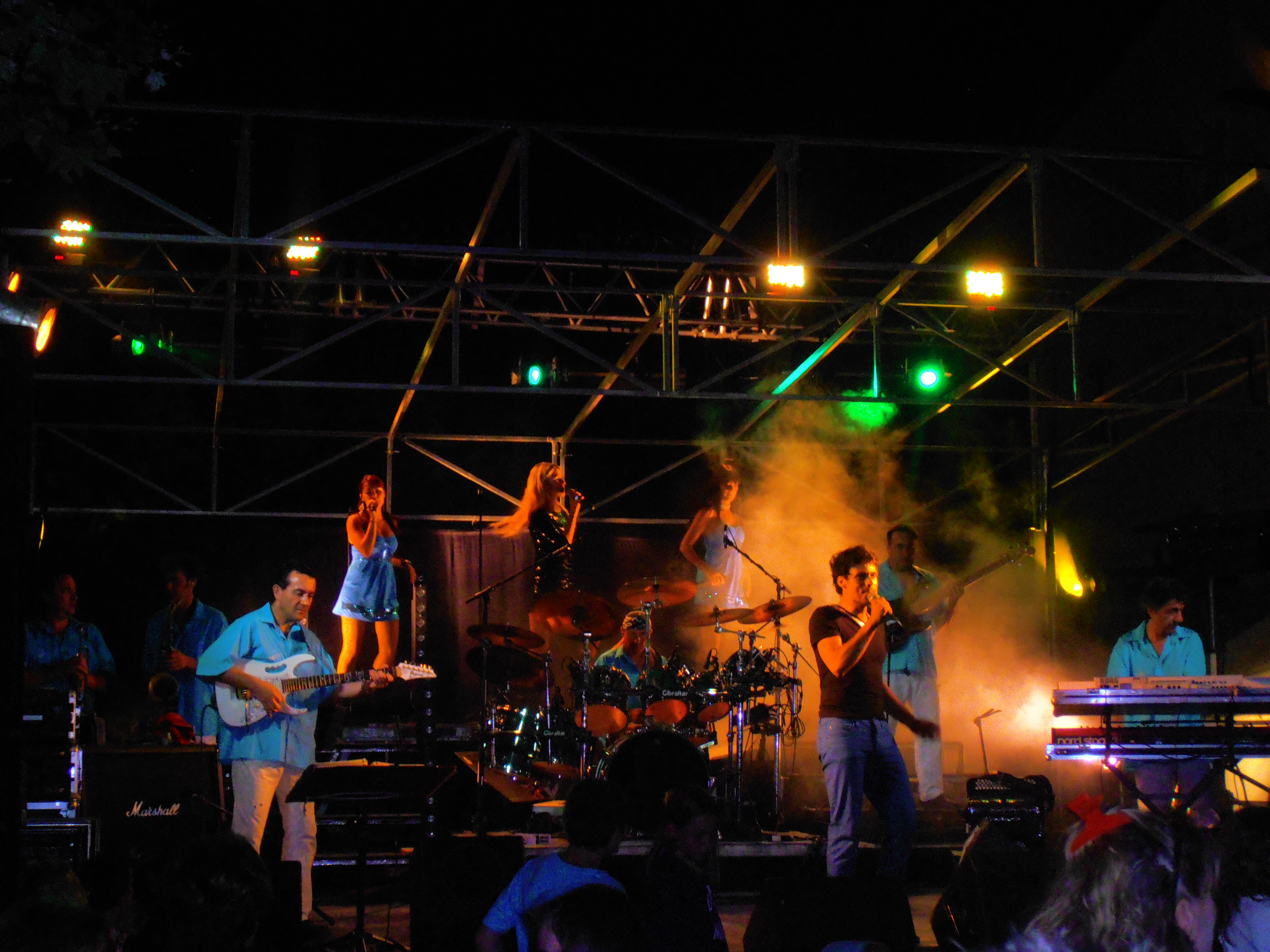
Un village animé durant toute l'année.

*Les activités de Tourtour sont surtout axées sur le tourisme (hôtellerie, restauration, gîtes). La production d'huile d'olive y perdure. Le moulin à huile a été rénové en 1934 puis de nouveau en 1949. Après son abandon par la coopérative oléicole locale, il est devenu moulin communal, mais a conservé tout son matériel : roue hydraulique, cuve du broyeur. Le moulin, mû par une roue hydraulique, est l'un des derniers du genre en Provence. La salle du moulin est utilisée, entre juin et septembre, en tant que galerie d'exposition d'art.
- Depuis l'Esplanade une vue imprenable du golfe de Fréjus jusqu'au Mont Ventoux, passant par les Maures, la montagne Sainte-Victoire et le Luberon.
- Le vieux village[187] : vestiges médiévaux, XIIe siècle au-delà duquel le village s'est développé, au XVIIe siècle, autour d'une place se terminant par un jardin en terrasses ; passages voûtés ; vieilles maisons provençales ; tour de l'Horloge ; moulin à huile du XVIIe siècle ; place du village plantée de deux ormeaux (1638) dits de Sully disparus en 1990 et remplacés par deux oliviers centenaires importés du nord de l'Italie.

### Commerce et services
Commerces et services de proximité :
- Épicerie « Proxis »[189],
- Boulangerie « Le Fournil dans le ciel »[190],
- La Poste[191]. Une agence postale a été aménagée dans l'accueil de la mairie pour assurer ce service public,
- Château de Taurenne, producteur d'huile d'olive A.O.C Provence,

- Le marché à Tourtour a lieu le mercredi et le samedi[192].
- Restaurants et gîtes. Tourtour dispose :

au village historique :
- de 3 hôtels (La Bastide de Tourtour a obtenu en 2023 le label "Clef Verte", premier label environnemental international pour l'hébergement touristique et la restauration ; La Petite Auberge ; Le Mas des collines,
- de 11 restaurants : La Farigoulette ; La Table, ; La Mimounia ; L'Alechou ; Le Relais de St-Denis ; La Place...
- de deux traiteurs : Tartines d'ici ; La Mimounia).

au domaine Saint Pierre de Tourtour :
- de un restaurant « Les pins tranquilles »,
- des gîtes à la Villa Bellavista,
- et, à proximité du domaine, des « Chambres d'hôtes Saint Pierre ».

### Vie associative et animations

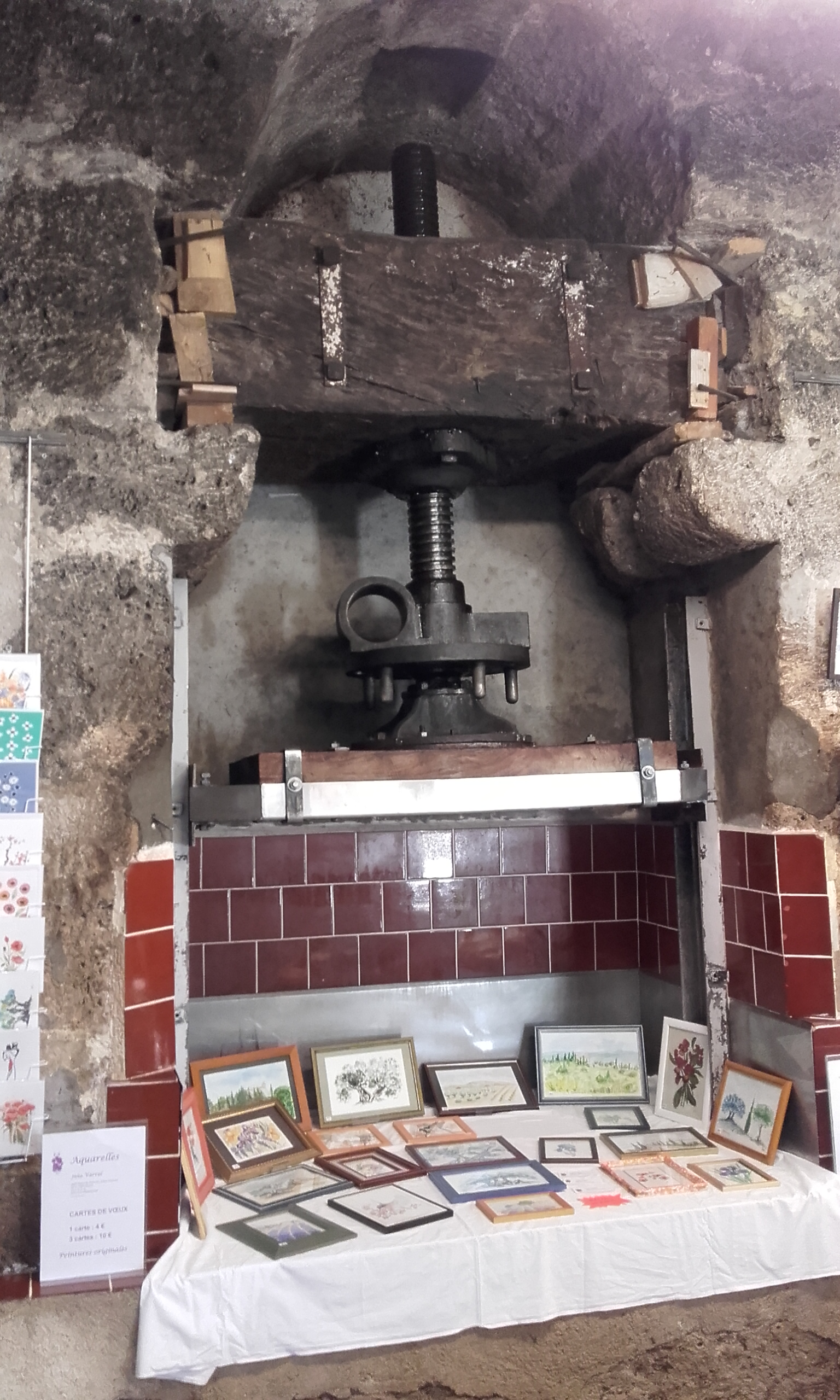
Le moulin à huile et les expositions.

Tourtour bénéficie d'un important réseau associatif qui lui permet d'offrir de nombreuses animations et festivités de qualité. En effet, on compte plus de trente associations actives à Tourtour dans les domaines de la culture, des sports, des loisirs, du cadre de vie, dans les actions à caractère social et de santé :
- Le centre aéré fonctionne les mercredis et samedis toute l'année y compris durant les vacances scolaires grâce à l'association "Les Diablotins"[203] ;
- La Fête de l'œuf[204], durant le week-end de Pâques ;
- Festival « CourtsCourts », courts métrages, fin juillet[205] ;
- Chaque année, l'association "la Boule Tourtouraine"[206] organise une quinzaine de concours de boules (pétanque et jeu provençal) pour sauvegarder cette activité traditionnelle du patrimoine provençal.
- Piano dans le ciel[207], début août. Très attaché à Tourtour, Luc Baiwir a réalisé un court métrage sur le village qui est en ligne sur Youtube[208]/. Ce festival existe depuis 2008 ;
- Tourtour dans la sélection « le Village préféré des Français »[209] ;
- La restauration du patrimoine, à laquelle se consacre l'association Saint- Denis de Tourtour[210],[211].
- 2019 correspond au cinquantième anniversaire du tournage du téléfilm Le Chien qui a vu Dieu, d'après Dino Buzzati, réalisé par Paul Paviot[212]. Comme le rappelle également l'article consacré à Paul Paviot dans Wikipédia, le scénariste et réalisateur français s'est aussi consacré à des "fictions adaptées d'œuvres littéraires, notamment Le chien qui a vu Dieu d'après Dino Buzzati avec Jean Bouise, Isabelle Sadoyan, Paul Frankeur, Olivier Hussenot, Danielle Dubreuil et Henri Virlogeux, qui reçoit un remarquable accueil critique et public, et se voit récompensé du Prix de la meilleure adaptation télévisée au Festival de Prague en 1970".
- En 2019 également :
  - le "Festival Musiques & Patrimoine en Pays Varois"[213], au théâtre de verdure, les 17 et 19 juillet 2019[214].
  - une soirée de gala le 2 août, théâtre du lac de Saint Pierre de Tourtour, avec l'ensemble Denis Gautier Big Band[215].

### Jumelage
- Portariá (Grèce) depuis 1997.

Ce jumelage, fondé par Jean Lainé dès son premier mandat de maire, a pris effet le 4 juin 1997. L'objet de ce comité est de « mettre en œuvre les activités de jumelage de la commune de Tourtour avec celle de Portaria, située en Grèce continentale, région du Pélion (établissement de relations entre les habitants des deux communes dans tous les domaines : scolaire, sportif, culturel, etc.) »,.

## Culture locale et patrimoine

### Lieux et monuments
La commune compte plusieurs lieux et objets remarquables, : un lieu répertorié sur l'inventaire supplémentaire des monuments historiques (le domaine des Treilles), trois cloches classées en tant qu'objet mobilier protégé au titre des monuments historiques ainsi que trois lieux et monuments répertoriés sur l'inventaire général du patrimoine culturel,.

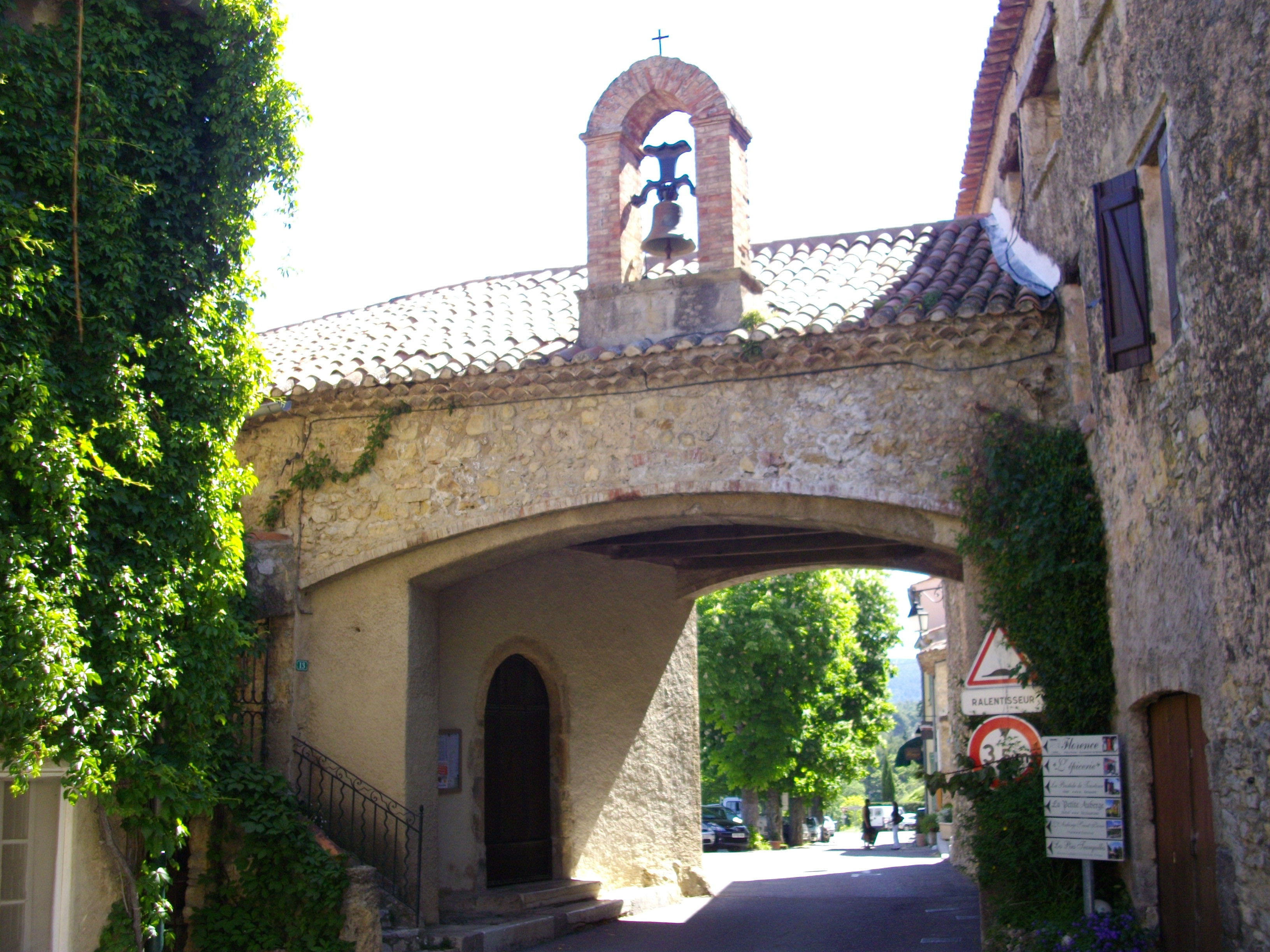
Église de la Sainte-Trinité et entrée du village.
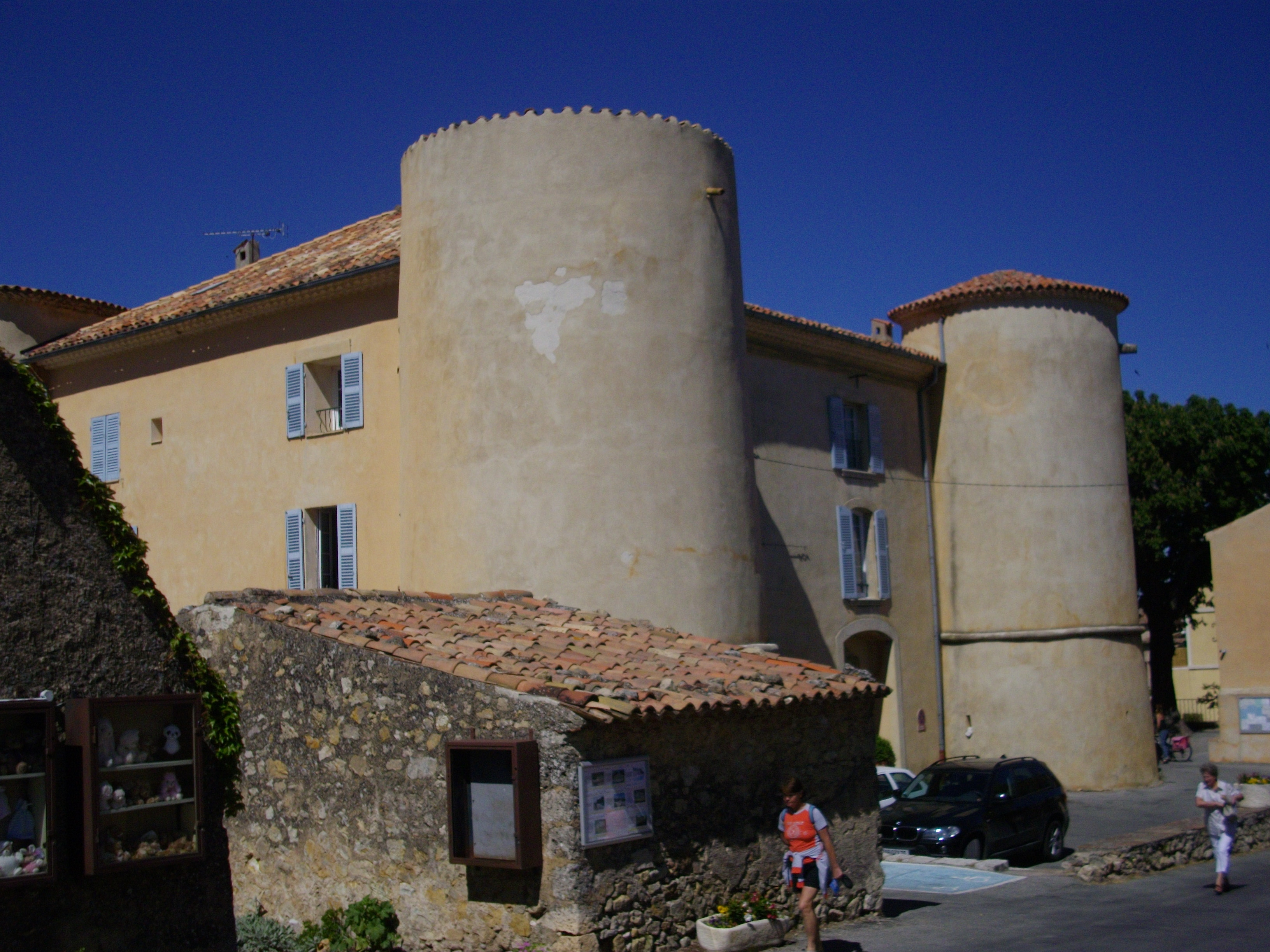
Château de Joseph Rafélis seigneur majeur de Tourtour - Mairie.
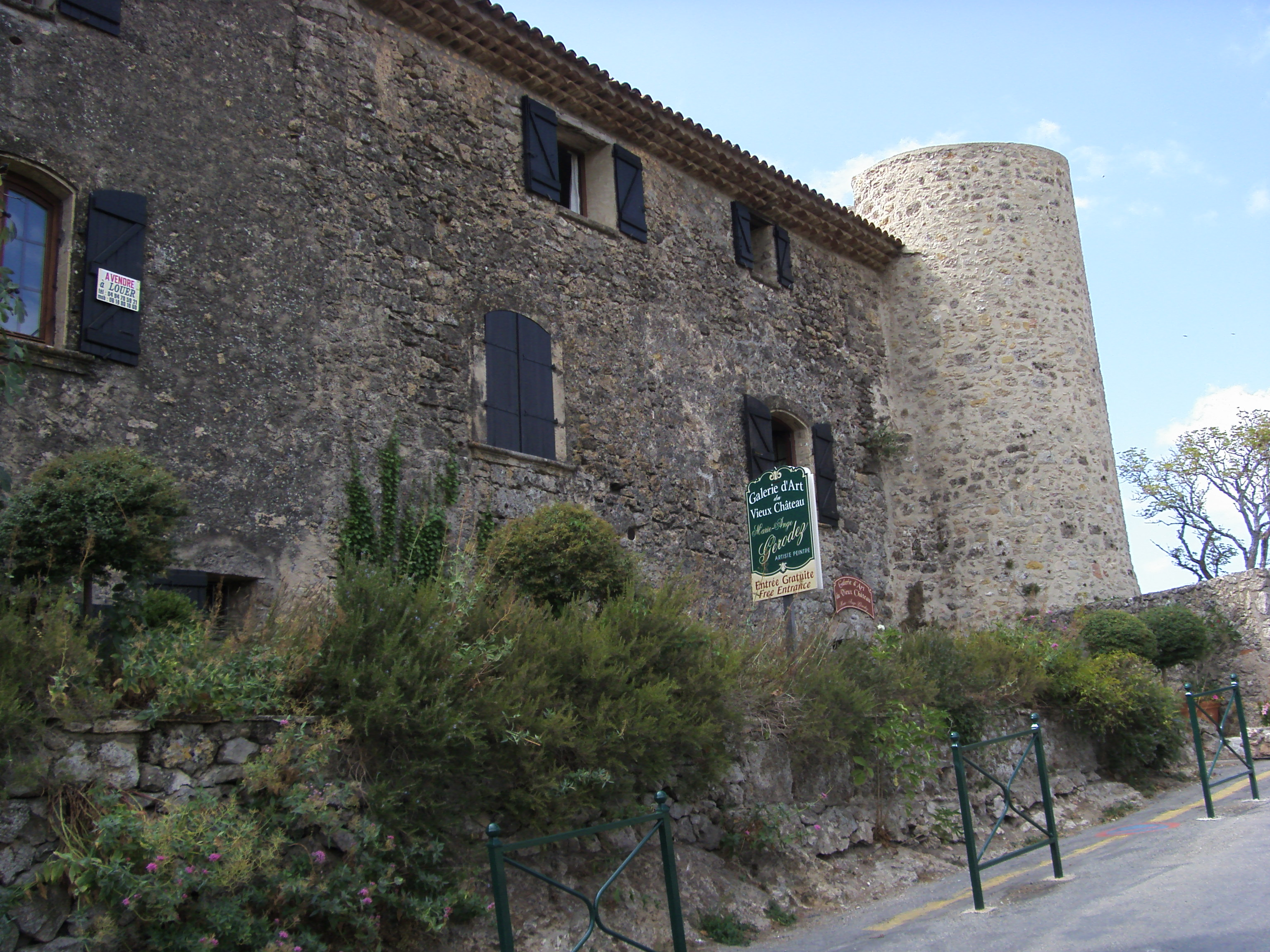
Vieux château dit de Laval.
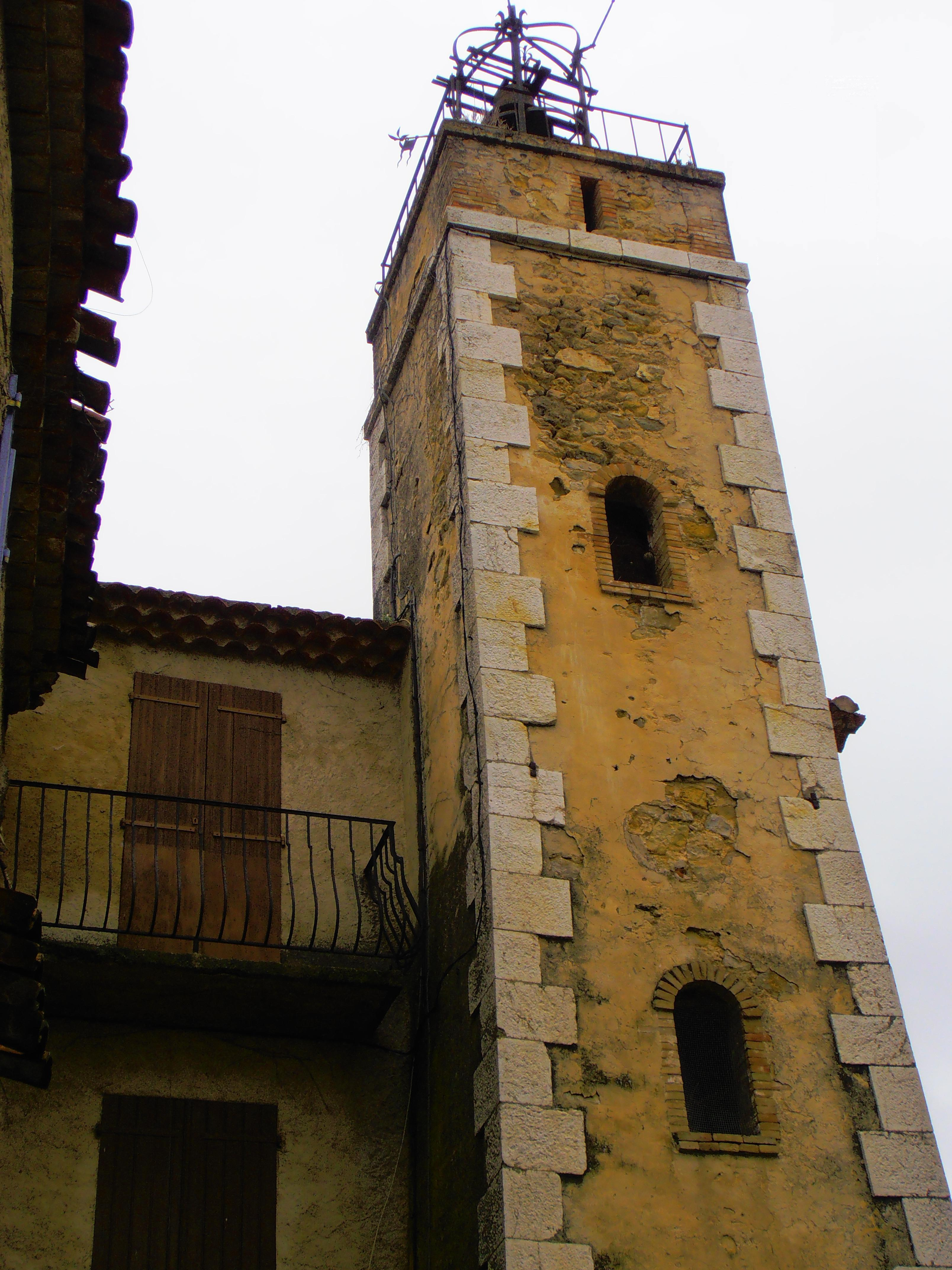
Tour horloge.

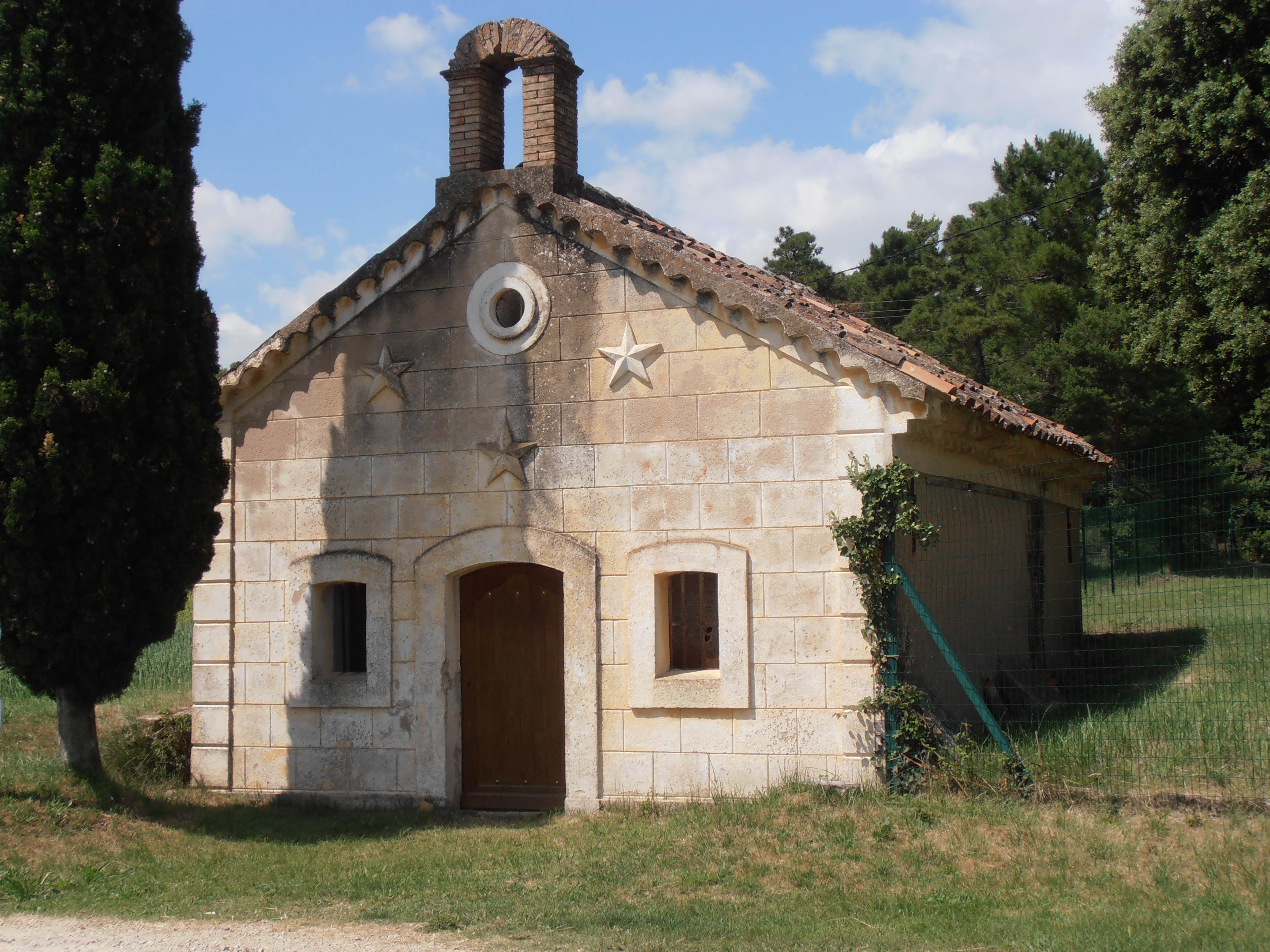
Chapelle du Rosaire à proximité de la source.
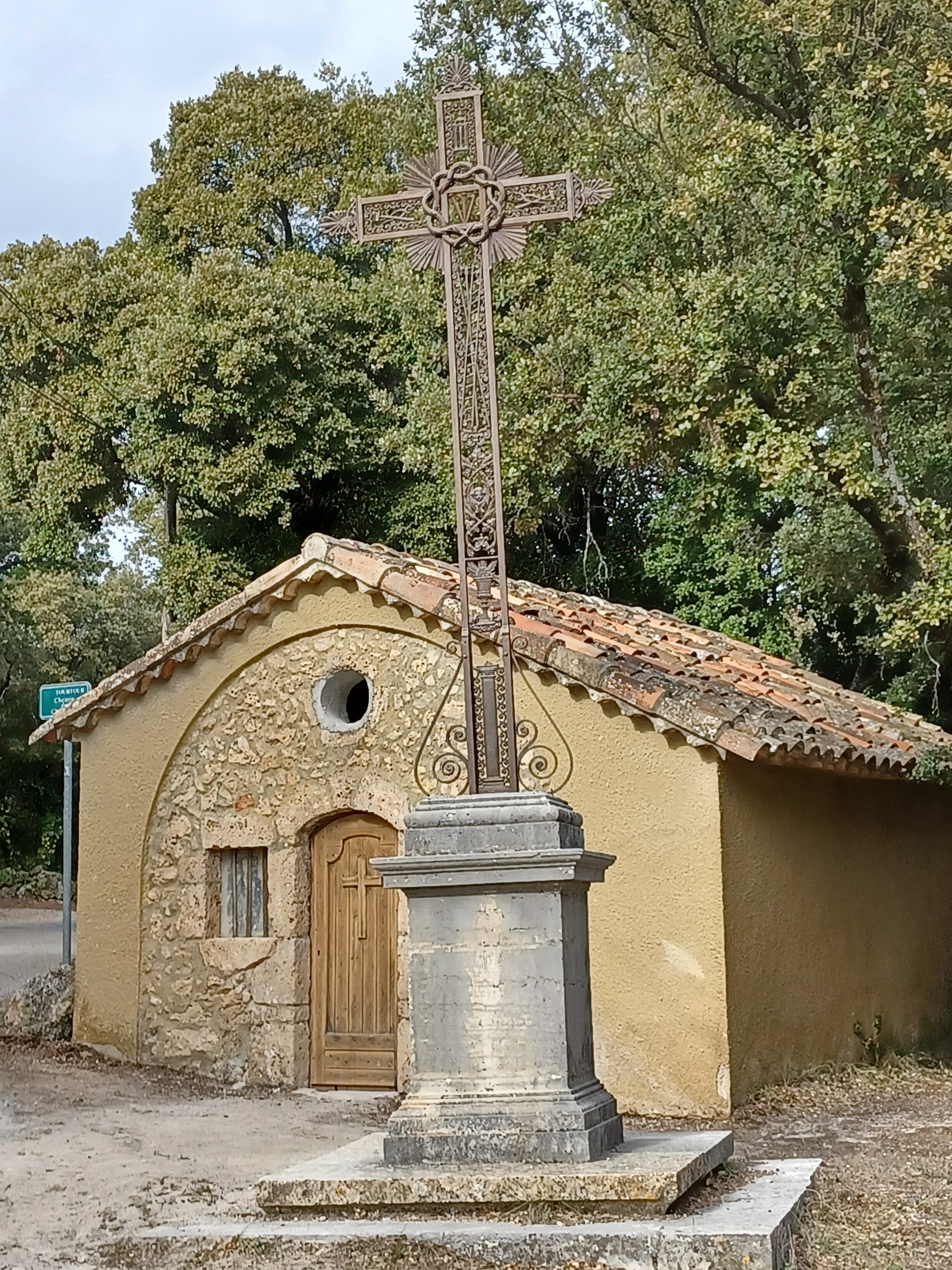
Chapelle du Petit Saint-Denis-chapelle des pauvres.
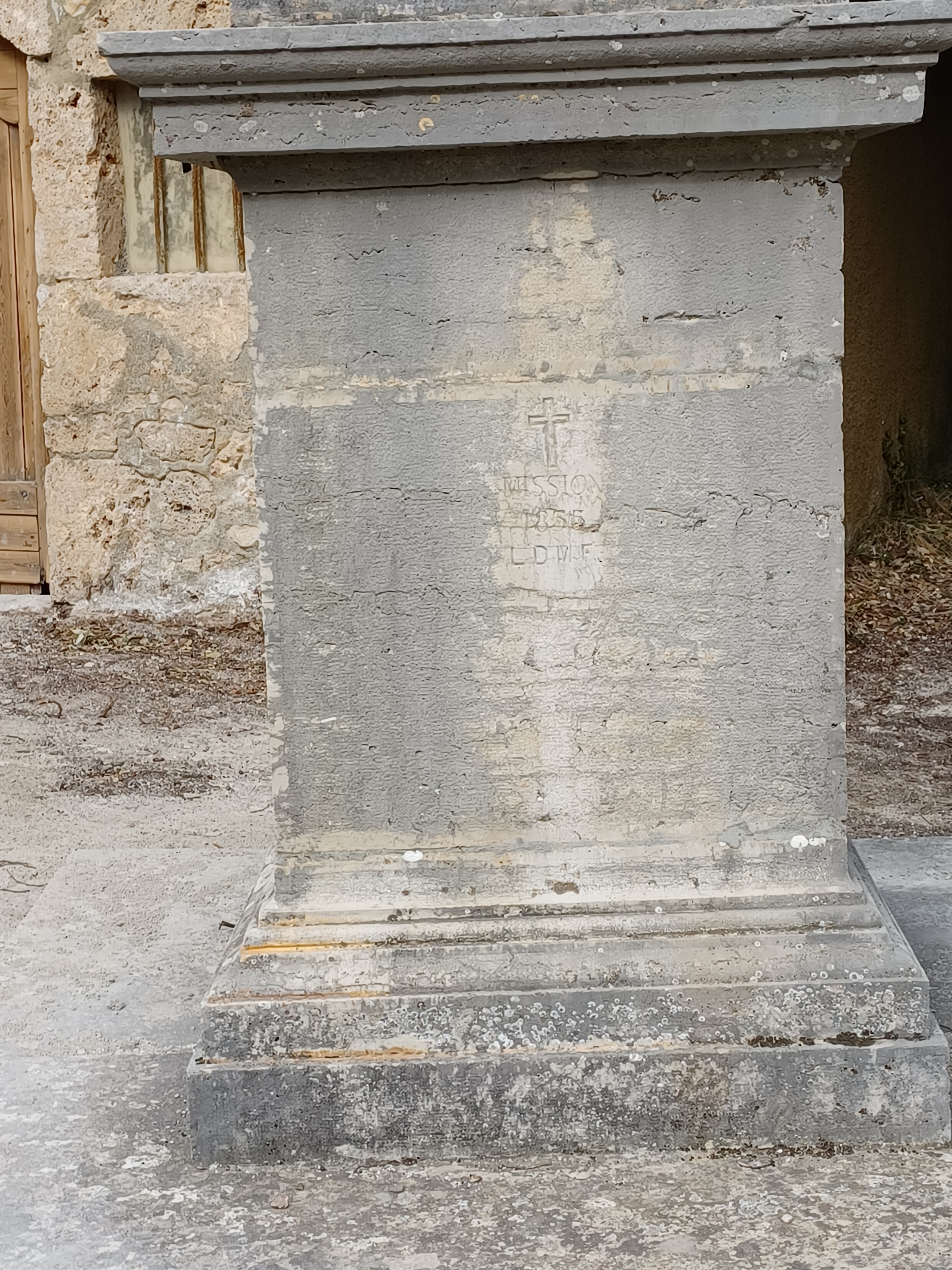
Calvaire avec une croix en fer portant la mention "Mission 1855".
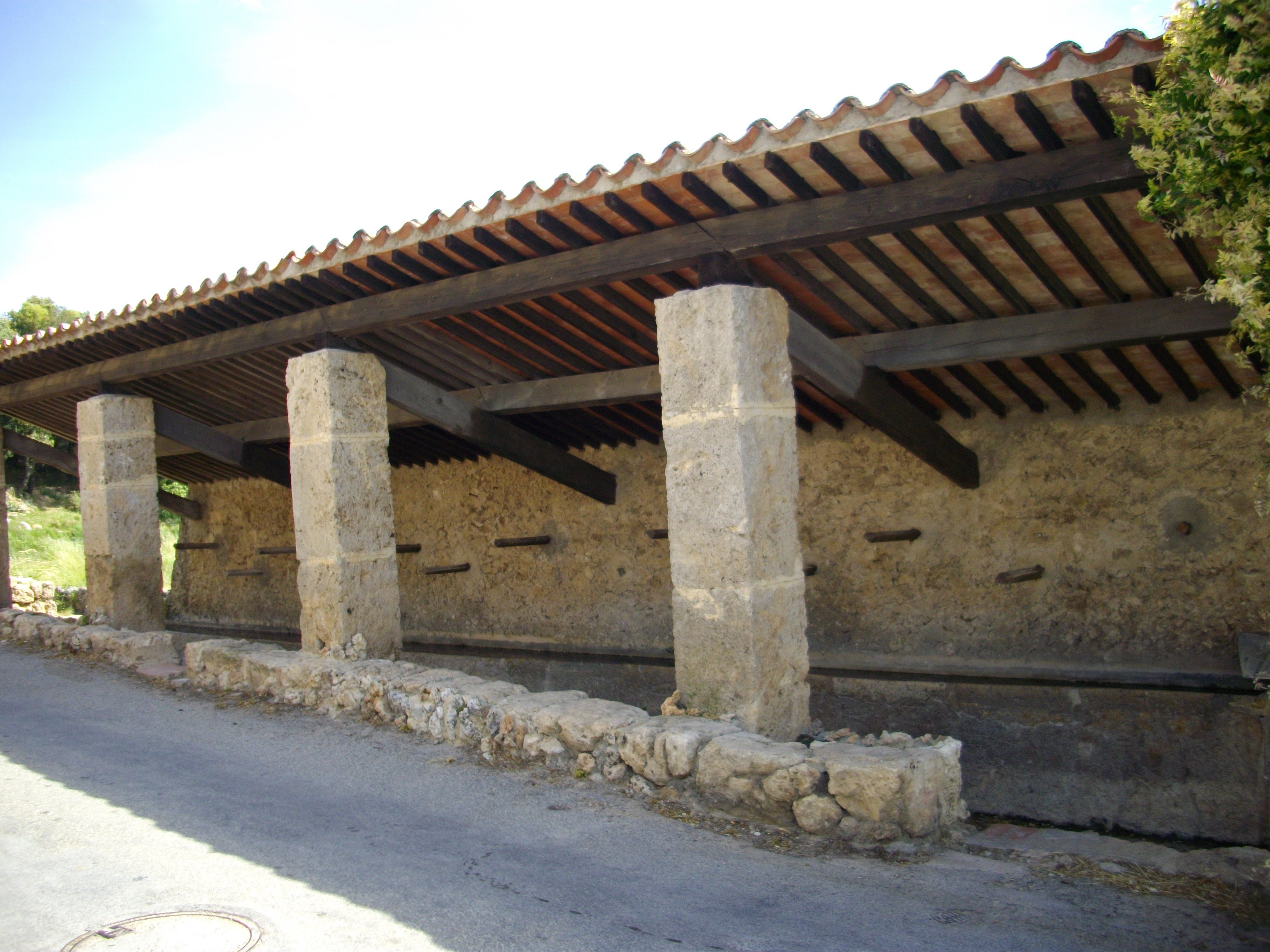
Lavoir.

Le patrimoine religieux.
- L’abbaye de Florièyes dont la naissance est étayée par la donation des terrains en 1136[226], à l'origine de la création de l'abbaye du Thoronet[227]. En effet, selon le service régional de l'inventaire, l'abbaye aurait peut-être été fondée sur le territoire d'Arquinaut[228],[229]. Les recherches effectuées par Guy Désirat ont mis en évidence une occupation suivie qui va de l'époque protohistorique : Âge du Bronze final, premier Âge du Fer, gallo romaine et médiévale[230].

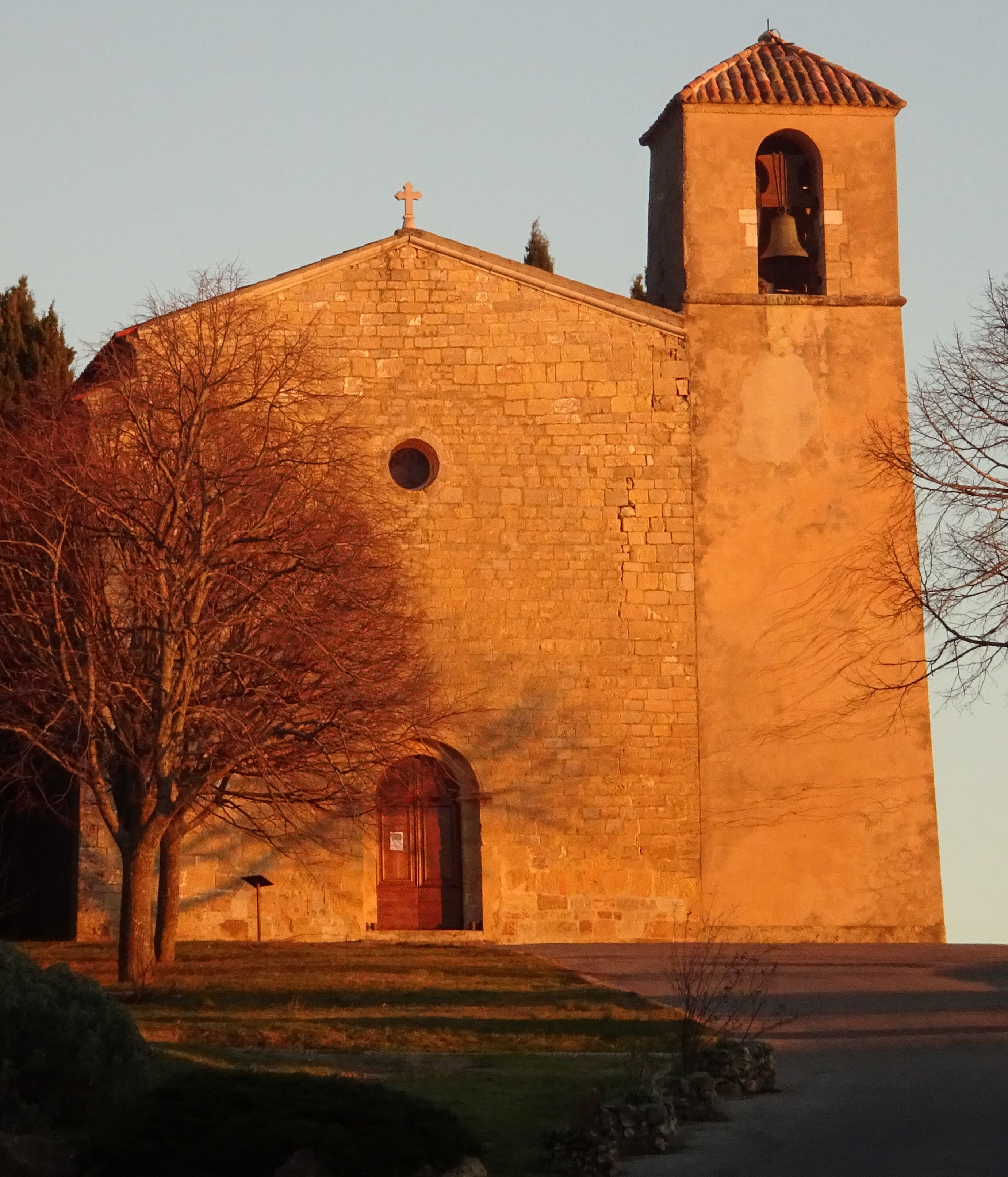
Église Saint-Denis.

- L’église Saint-Denis[231],[232],[233],[234]. L’église romane Saint-Domnin, dite Saint-Denis de Tourtour[235] a d’original sa position dans le village. Isolée auprès du cimetière sur un site perché, elle n'est pas intégrée au tissu urbain. Elle remplace une première église mentionnée dès le Moyen Âge ; la date de sa construction n’est pas établie. Des pégaus (petits pichets du XIe au  XIIIe siècle) ont été retrouvés dans des sépultures fouillées à proximité permettant de dater la première église. Elle a été restaurée en 1874 et 1932[236].
  - avec ses cloches du XVIIIe siècle, consacrées en 1665 et 1762[237] (un sol et un la)[238],[239],[240].
  - À l'intérieur, un tableau montre l’intervention de l’abbé Saint Isarn contre le seigneur de Tourtour – Pandulfe - en 1058.

- Huit chapelles :

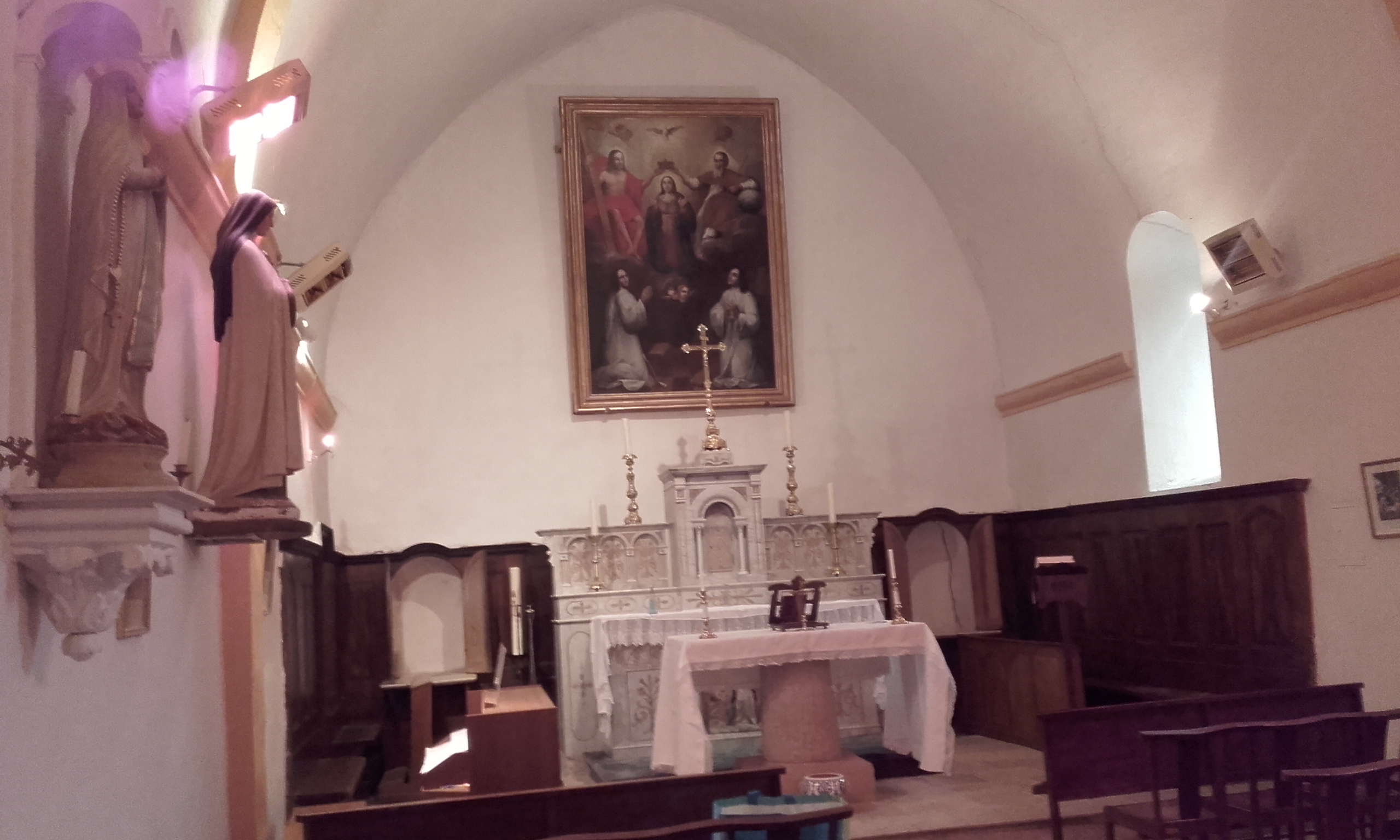
Chapelle dite de la Sainte-Trinité.

  - la chapelle Notre Dame du Saint Rosaire, du nom de la rivière[241] ;
  - la chapelle Saint-Joseph[242],[243],[244] ;
  - le Petit Saint-Denis ou « chapelle des pauvres » (près du stade)[245],[246] ;
  - la chapelle Sainte-Madelaine ;
  - la chapelle Notre-Dame-du-Portalet ;
  - la chapelle Sainte-Catherine ;
  - La chapelle Notre-Dame de Florielle ;
  - la chapelle de la Sainte-Trinité, construite en 1670 grâce à une donation de l'abbé Serres, que compléta la communauté de Tourtour, avait été confiée à l'origine à la Confrérie de pénitents blancs. Sous le pavement se trouvent d'ailleurs plusieurs des membres de la confrérie ainsi que des seigneurs de Tourtour[247]. Vendue comme bien à la révolution, elle a été rendue au culte en 1806[248]. Un tableau, Le Couronnement de la Vierge, de 1709, surmonte l'autel.
- L'oratoire de Tourtour, « Sainte Anne » réalisé en hommage à la chapelle Sainte-Anne détruite lors des aménagements de l’entrée du village[249].
- Le monument aux morts[250].
- Stèle commémorative.
- Calvaire supportant une croix en fer forgé près de la chapelle dit du Petit Saint-Denis[251].
- Croix de calvaire en fer forgé à proximité de la Chapelle Saint-Joseph.

Les Châteaux

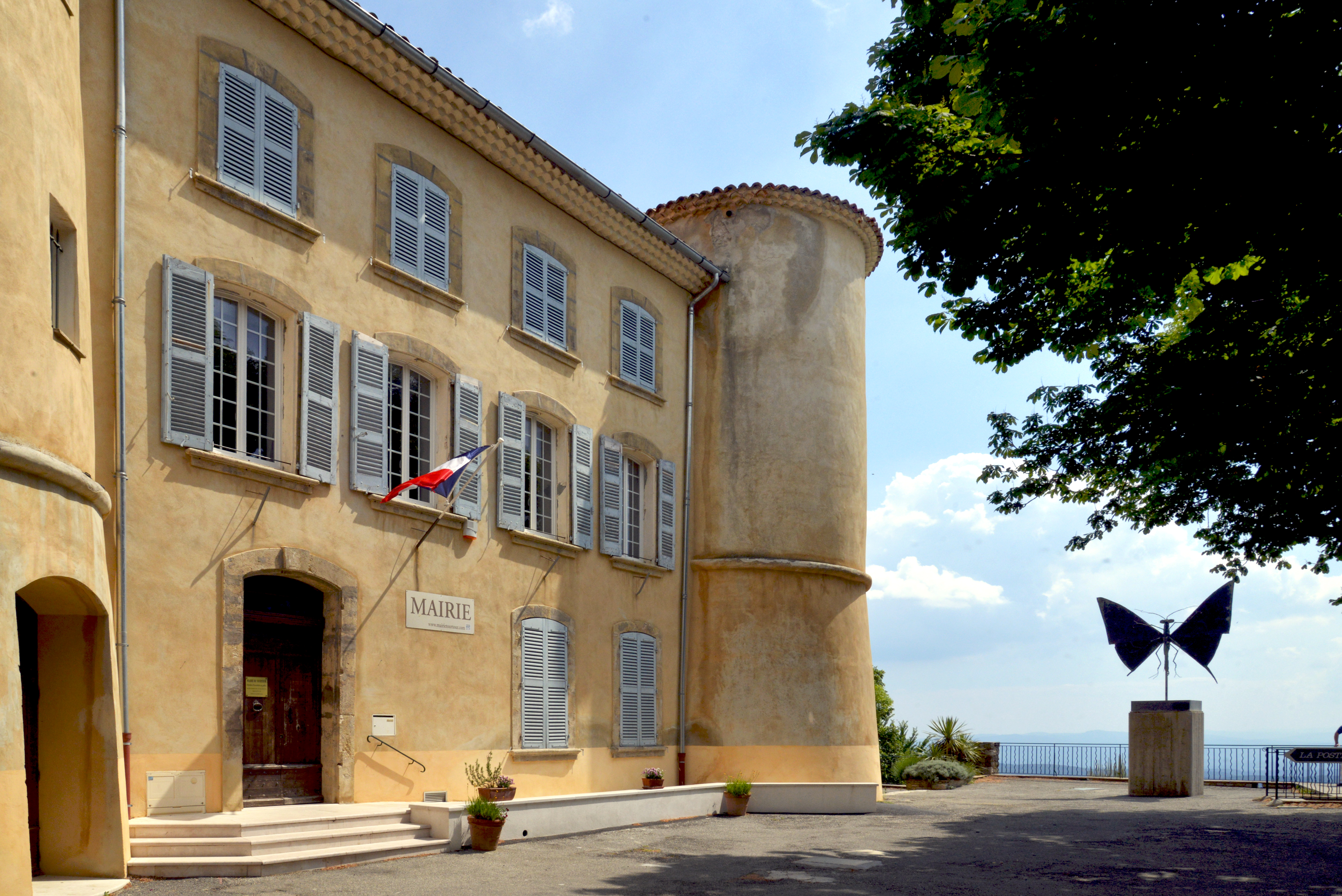
L'ancien château de Raphélis, qui abrite la mairie.

- L'ancien château de Raphélis : XVIe siècle qui abrite aujourd'hui la Poste et la mairie. L'école communale y était également installée jusque dans les années 1970[253].
- Le Château Vieux : vestiges et remparts.
- Le vieux château : galerie d'art actuellement fermée.
- Le château (bastide) de la Baume[254] : au nord-est du village, avec chapelle et pigeonnier et une cascade. C'est la dernière demeure de Bernard Buffet et sa femme Annabel.

Autres types de patrimoine
- Tour horloge et sa cloche de 1665[255].

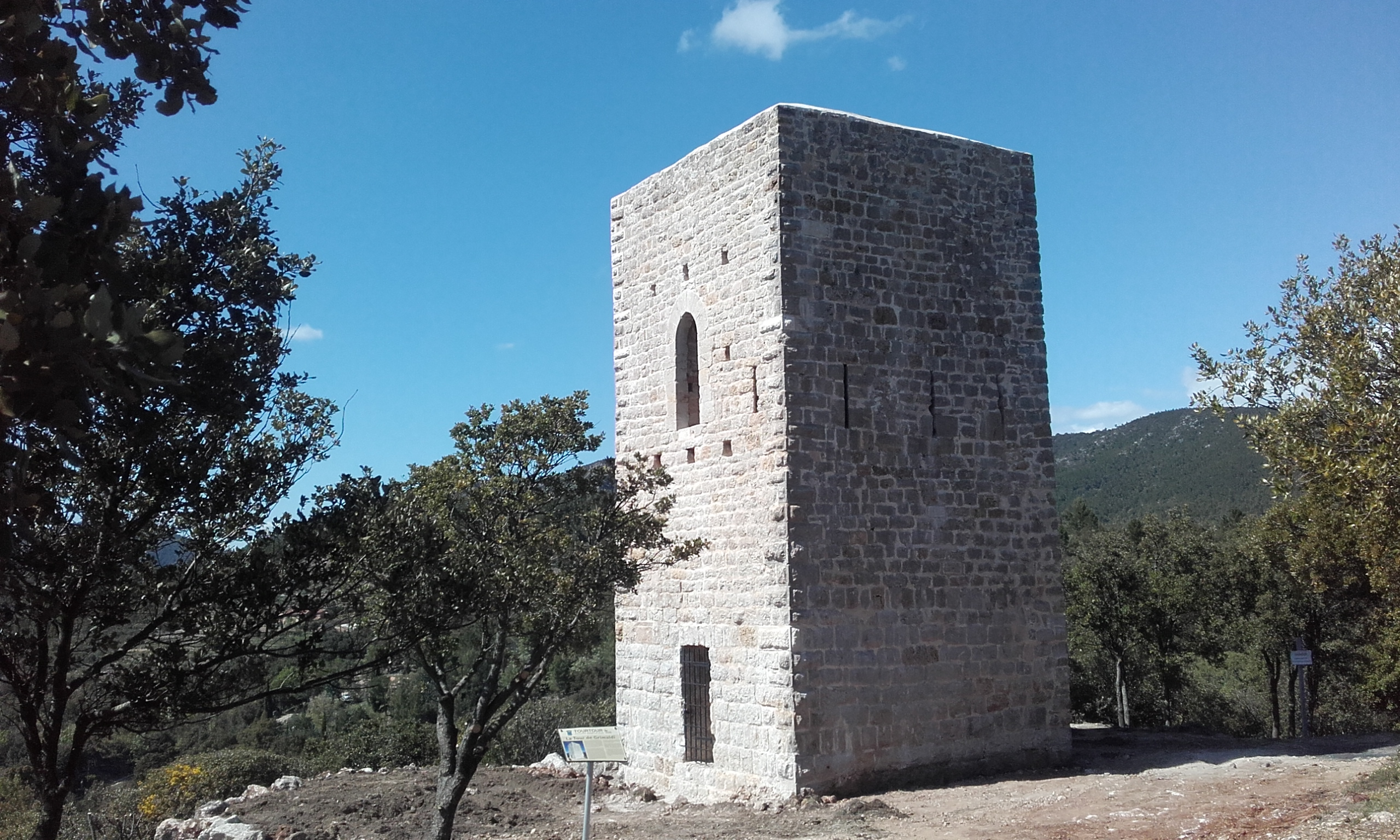
La tour Grimaldi restaurée.

- La Tour de Grimaud (dite aussi -à tort- Tour Grimaldi), située à 800 m sur la route d'Aups. On parle aussi de la Tour Sarrazine, mais la construction étant du XIIe siècle, les sarrazins (chassés en 963) ne pouvaient l'avoir construite à cette époque là[257],[258]. Elle est construite en 1129 et commémore le souvenir de la victoire de la bataille de Tourtour et de Gibelin de Grimaldi qui reçut de Guillaume Ier de Provence la baronnie de Grimaud en récompense de ses exploits contre les Sarrasins vers l’an 975[259].

- Le pont dit romain : enjambant la Florieye de son arche unique, ce pont en réalité médiéval est une trace de la via Julia Augusta sur la route de Saint-Pierre de Tourtour.
- Le site archéologique d'Arquinaud. Comme nous l'indiquions ci-avant, selon le service régional de l'inventaire, l'abbaye de Florièyes aurait peut-être été fondée sur le territoire d'Arquinaut[229],[260].

Le patrimoine contemporain et le musée

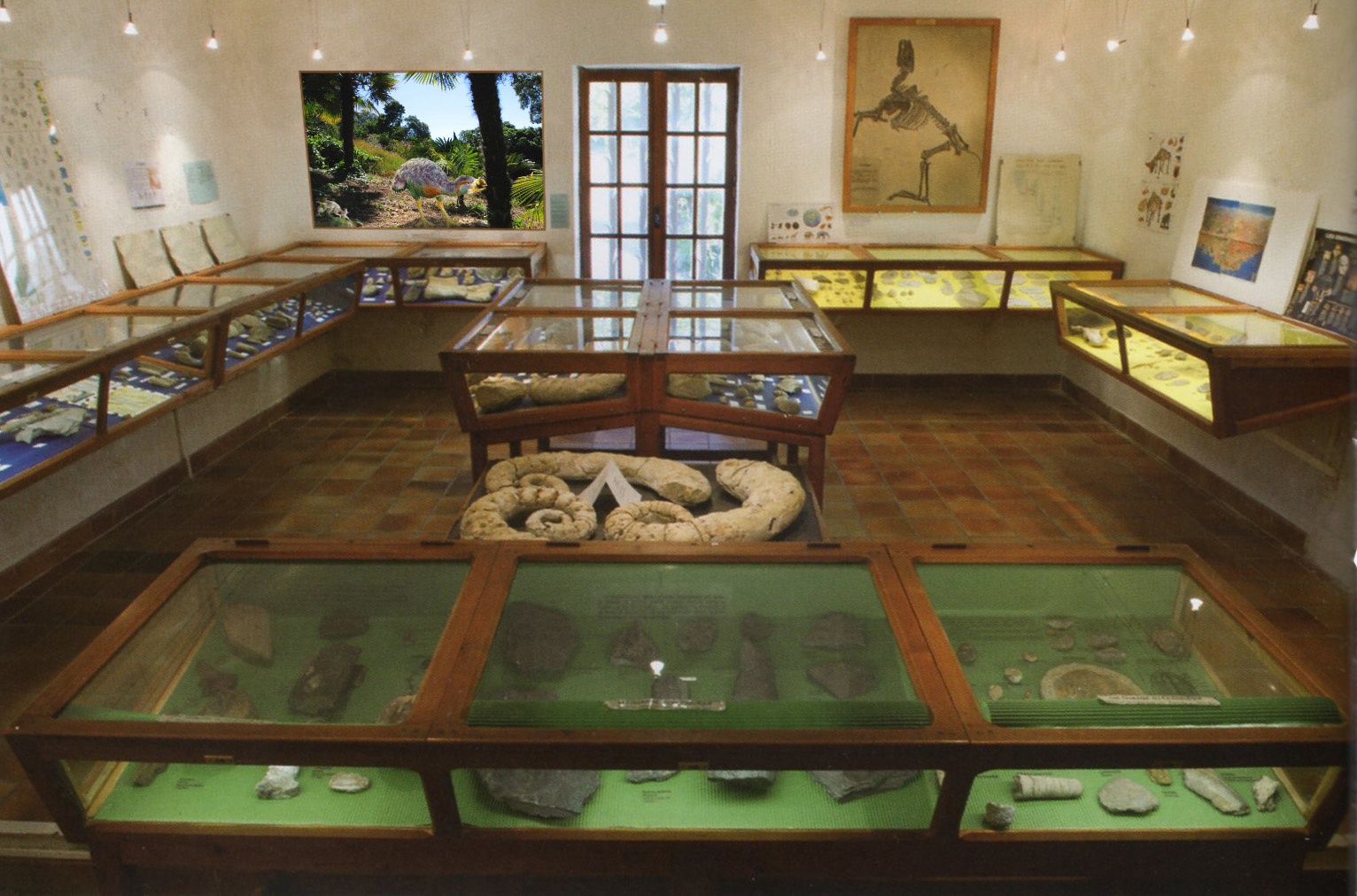
Musée des minéraux et fossiles Victor Zaneboni.

- Les sculptures en bronze de Bernard Buffet, devant la poste et la mairie.
- Les œuvres de Ronald Searle, offertes pour le Trmpetoun, exposées régulièrement dans la mairie.
- La présence de nombreux artistes dans le village et les expositions fréquentes dans le moulin à huile.
- Le Musée municipal des fossiles Victor-Zaneboni (en hommage à son créateur)[261],[262], créé par Victor Zaneboni qui a fait don de sa collection à la commune à sa mort, présente des ammonites (Ammonoidea), bélemnites (super-ordre Belemnoidea), nautiles (Mollusques), échinodermes (Echinodermata), œufs et os de dinosaures...

Le patrimoine rural
- Le moulin à huile[263],[264],[265],[266] possède une presse et trois chapelles (sans presses). C’est probablement la dernière presse à bras de la région. En période de production, à l'automne, 5 000 litres d'huile sortent de ses cuves, et démontrent l'importance encore vivace de la tradition oléicole dans la région.
  - En période estivale, le moulin[267] abrite des expositions de peintures. Il participe chaque année à la Journées du patrimoine de pays et des moulins[268],[269].

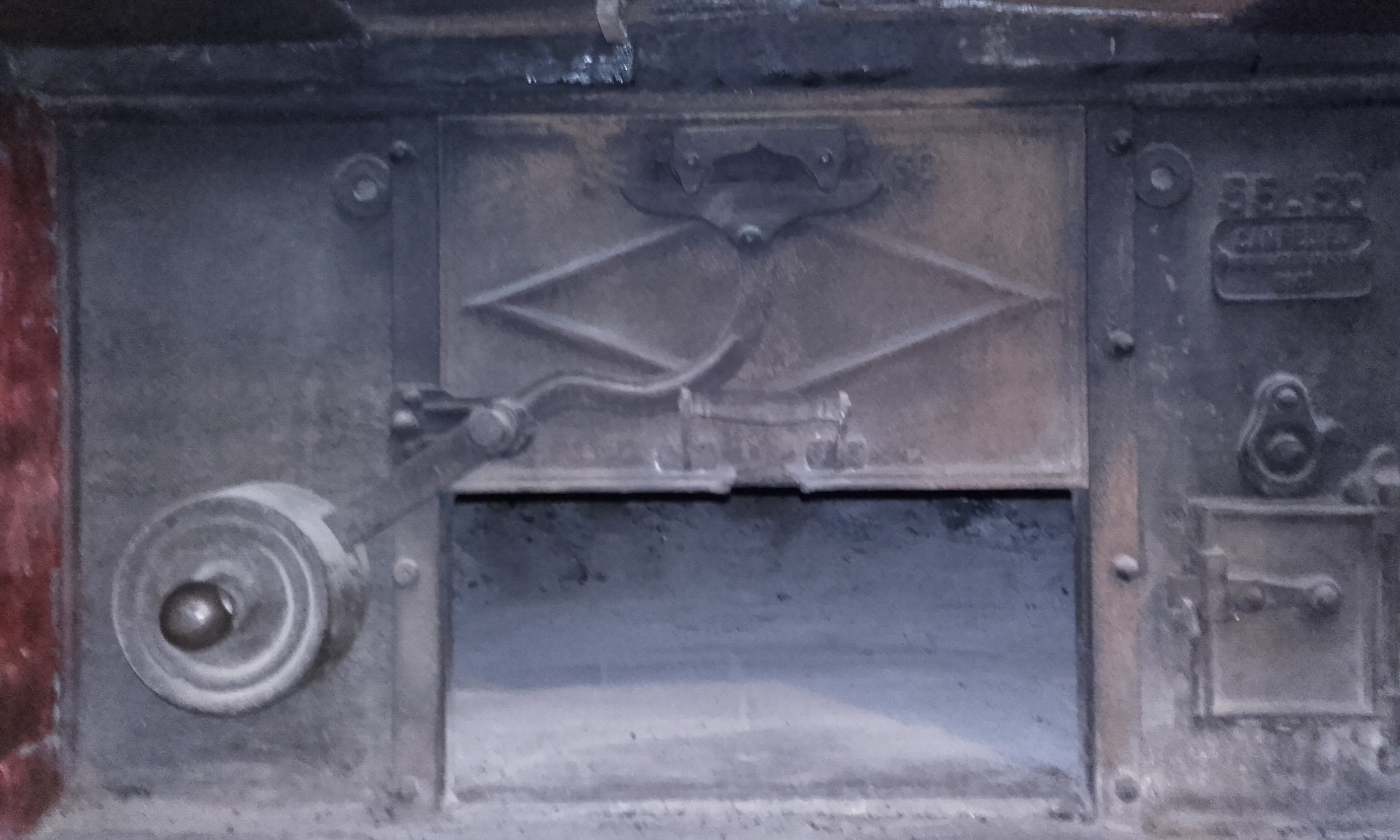
L'ancien four à pain Émile Denans.

- Les genévriers et la présence de four à cade à Tourtour[270],[271].
- Le vieux lavoir[272] ; les fontaines du village[273],[274].
- Les cadrans solaires[275],[276].
- Le four banal (à pain)[277] et l'ancien four à pain d'Émile Denans (Milet), boulanger[278].
  - Ce four a été en fonctionnement de 1929 à 1964[279].

### Patrimoine naturel
La commune de Tourtour bénéficie d’un site d’importance communautaire, avec la Zone Natura 2000 (sources et tufs du Haut Var) et d'une ZNIEFF (Zone naturelle d'intérêt écologique, faunistique et floristique). La viticulture et les oliveraies contribuent également à la protection et mise en valeur des espaces :
- Le domaine des Treilles[282] (chemin des Treilles), créé par Anne Gruner Schlumberger[283],[284] a bénéficié d'une protection au titre des monuments historiques par arrêté du 17 juillet 2009. Ont été inscrits sur l'inventaire supplémentaire : la totalité de l'ensemble bâti et paysager correspondant à la zone agricole (1 NC) du plan d'occupation des sols des communes de Tourtour et Flayosc, y compris trois œuvres de Yassilakis Takis intitulées Onze symboles agricoles, ensemble de quatorze sphères et le Jardin des Sondes[285].
- Le domaine viticole « Château Thuerry »[286], avec sa majestueuse bastide dont les origines remontent aux templiers[287], déploie plus de 300 hectares de terre sur les communes de Villecroze, Flayosc et Tourtour.
- Le domaine du « Château de Taurenne » (espace représenté par le périmètre de protection son château-bastide du XVe siècle agrandi aux XVIe et XVIIe siècles et récemment restauré[288] (monument qui se situe, lui, sur la commune d'Aups)[289], producteur d'huile d'olive. Il s'étend sur 253 hectares et comporte environ 10 000 oliviers à cheval sur les communes de Tourtour et Aups.

- Une grotte de 50 mètres de profondeur (non visitable)[290].
- Faille Jean-Pierre (faille d'Ampus) de 70 mètres de profondeur (non visitable)[291].

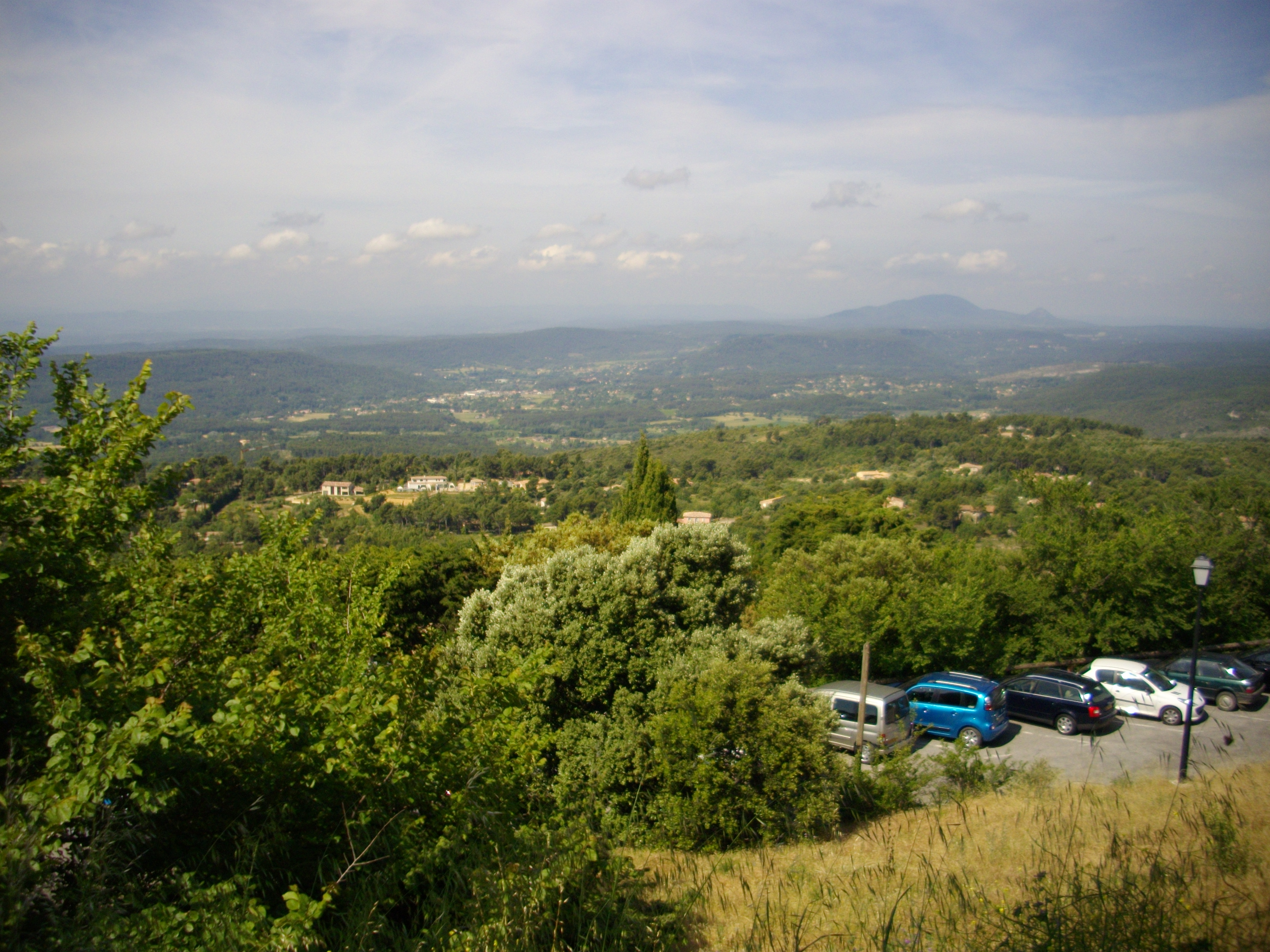
Paysage depuis la table orientation.
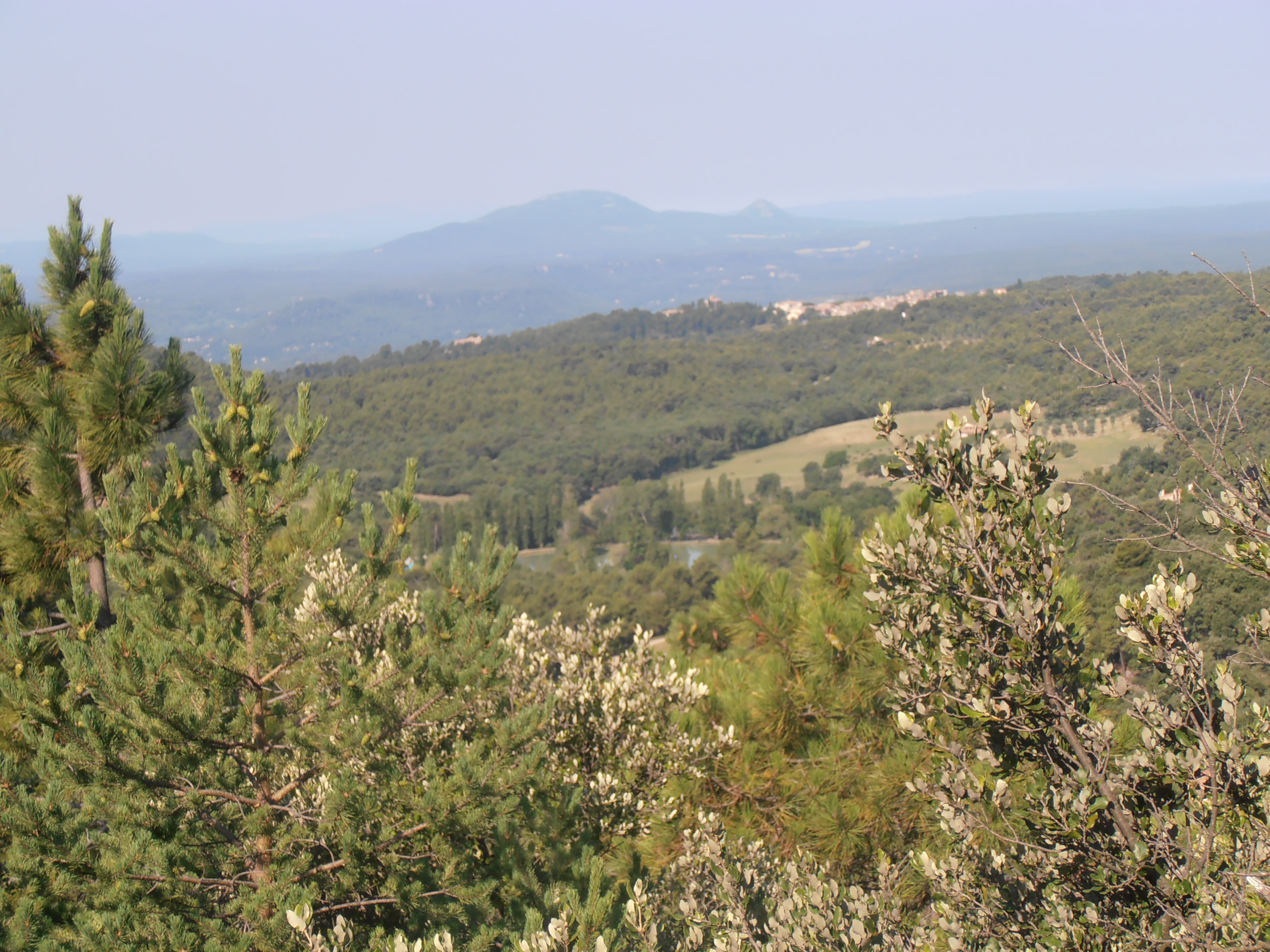
Lac du domaine Saint-Pierre et village de Tourtour.
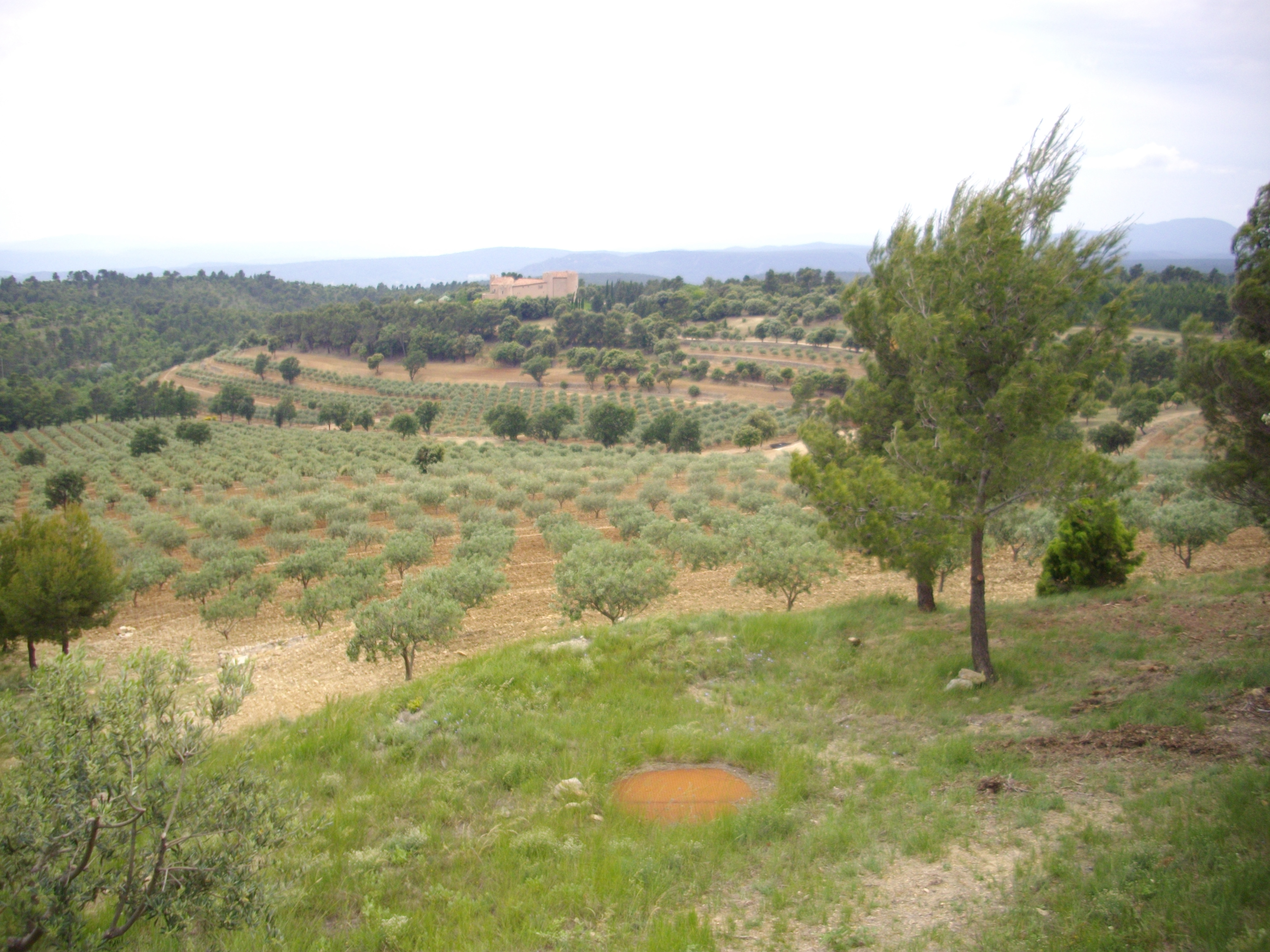
Domaine de Taurenne et ses oliviers.
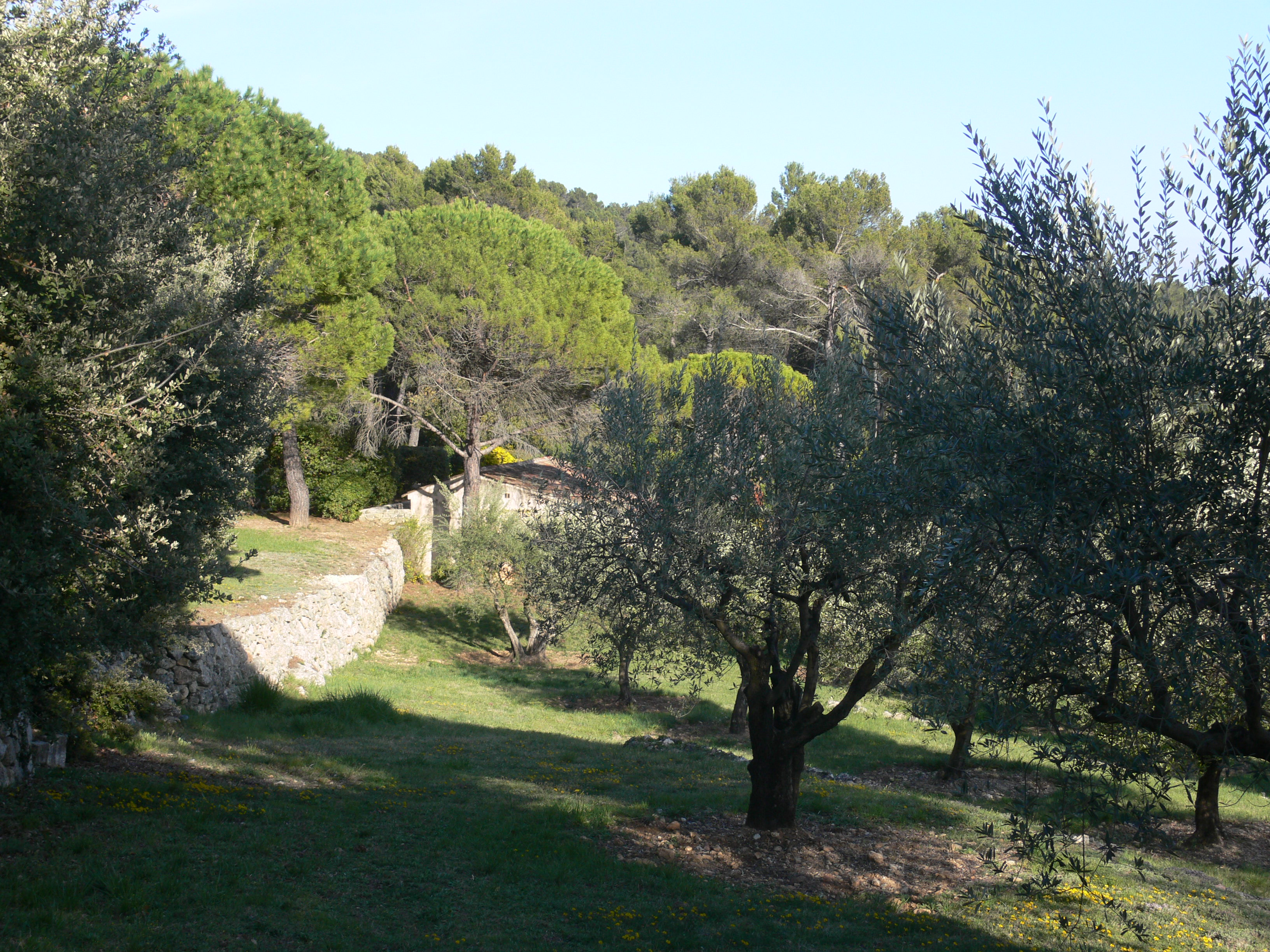
Domaine des Treilles.

### Personnalités liées à la commune
- L'abbé Adonis Volpato, le « curé bâtisseur »[293], décédé en août 1994. Il fut curé de cinq sacerdoces apostoliques, se contentant d'une existence proche du dénuement dans les plus grandes dignité, humilité et générosité. En plus de sa charge paroissiale, il restaura une vingtaine d'églises dont Saint-Denis de Tourtour. Cette entreprise exceptionnelle, réalisée en véritable artisan, lui valut le titre de curé bâtisseur. À deux reprises, le ministère de la Culture lui décerna une distinction au titre de la réhabilitation des chefs-d'œuvre en péril. Ces prix lui ont été remis en 1971 par Madame Claude Pompidou, et en 1980 par  le président Giscard d'Estaing[294].
- Bernard Buffet (né le 10 juillet 1928 à Paris et décédé le 4 octobre 1999 à Tourtour) est un peintre français expressionniste[295].
- Ronald Searle (né le 3 mars 1920 à Cambridge, en Angleterre, et décédé le 30 décembre 2011) est un dessinateur et cartoonist anglais connu pour ses dessins satiriques et politiques publiés dans de nombreux journaux internationaux comme The New Yorker, Life ou Le Monde. Il vivait à Tourtour depuis 1975. La mairie de Tourtour expose quelques-unes de ses œuvres concernant la vie tourtouraine dans la salle du conseil municipal[296],[297].
- Pierre Journau (1921-1986)[298],[299],[300]. Après une carrière d'avocat il s'est consacré à la peinture à partir de 1975 (œuvres : portrait d'André Denans aubergiste à Tourtour...).
- Annette Barbut, rescapée d’Auschwitz, dont la nièce Nelly Ovadia, a été tuée par les nazis au camp de Drancy[301] et dont l'école de Tourtour porte le nom[302].
- Autres célébrités à Tourtour : artistes (chanteurs, musiciens, peintres[303], sculpteurs, céramistes, potiers, peintres, plasticiens), mécènes culturels, créateurs de mode, personnalités politiques[304].
- Michèle Galin s'est vu attribuer le diplôme de « Femme bénévole en milieu rural 2014 » par le Comité départemental des médaillés de l'engagement associatif du Var[305].

### Héraldique
|  | Les armoiries de Tourtour se blasonnent ainsi : D'azur aux deux tours d'argent rangées en fasce, chacune surmontée d'une étoile d'or. |